# Ki kicsoda a magyar sportéletben? (A–H)

## 
A Ki kicsoda a magyar sportéletben? első kötete A és H kezdőbetű közötti személyek életrajzát, sporteredményeit tartalmazza. 508 oldalon 2269 szócikket foglal magába a könyv. Az alábbi lista a kötetben szereplő szócikkek felsorolása. A könyvben található hibás adatok javítva, megjegyzéssel ellátva szerepelnek a listában, kiegészítve az azóta történt halálozásokkal.

## A, Á
- [0001] Abád Józsefné, Hauzer Henriette (1922–1992) ritmikus sportgimnasztikai szakíró, sportvezető
- [0002] Abaffy Imre (1929–1998)[1] repülőmodellező, sportvezető
- [0003] Abai Pál (1922–2007) újságíró, szerkesztő
- [0004] Abay Péter (1962) kardvívó
- [0005] Ábel László, id. (1927–2020)[2] sportvezető
- [0006] Ábel László, ifj. (1957) búvárúszó
- [0007] Ábel Vilmos (1927–1991) súlyemelő, edző, testépítő
- [0008] Ablonczy Dániel (1944–2013)[3] súlyemelő, edző
- [0009] Abonyi Dóra (1972) sportlövő
- [0010] Abonyi György (1942–2005)[4] sportlövő, edző
- [0011] Abonyi Imre (1919–1994) lovas, fogathajtó
- [0012] Ábrahám Attila (1967) kajakozó
- [0013] Ábrahám Csaba (1961) kajakozó
- [0014] Ábrahám Gábor (1957) hajómodellező
- [0015] Ábrahám Gábor (1965) evezős
- [0016] Ábrahám István (1948–2022) kosárlabdázó, edző
- [0017] Ábrahám József (1932–2017)[5] hajómodellező
- [0018] Ábrahám Mária, Vidács Györgyné (1956–2022) tekéző
- [0019] Ábrahám Tibor (1945) kosárlabdázó, sportvezető, politikus
- [0020] Ábrahám Zsuzsa (1974) tornász
- [0021] Ács Judit (1966) atléta, rövidtávfutó
- [0022] Acsai Irén, Kormosné (1953) gyógytestnevelő tanár
- [0023] Ácsbog Mária (1961) kézilabdázó
- [0024] Aczél Zoltán (1967)[6] labdarúgó
- [0025] Ádám András (1921–2010) teniszező, kosárlabdázó
- [0026] Ádám Attila (1941) rádióamatőr
- [0027] Ádám Attila (1970) kajakozó
- [0028] Ádám László (1945) súlyemelő, edző
- [0029] Ádám Zoltán (1899–1990) lovas, lovaglótanár
- [0030] Adamecz Magdolna (1960) búvárúszó, edző
- [0031] Adamek Ferenc (1960) súlyemelő
- [0032] Adamik Ferenc (1930–2021)[7] kosárlabdaedző
- [0033] Adamik Zoltán (1928–1992) atléta, rövidtávfutó, edző
- [0034] Adámy István (1954) karatéző, sportvezető
- [0035] Adorján András (1950–2023) sakkozó, edző, szakíró
- [0036] Adorján Gábor (1966) kézilabdázó
- [0037] Adorján János (1938–1995) kézilabdázó, edző
- [0038] Adorján Zoltán (1961) motorversenyző
- [0039] Adrovicz Attila (1966) kajakozó
- [0040] Agárdi Éva (1970–2018) kézilabdázó
- [0041] Ágfalvi György (1953) kosárlabdázó, edző, sportvezető
- [0042] Agg Tamás (1964) motorversenyző
- [0043] Ágh István (1970) sportlövő
- [0044] Ágh Norbert (1970) úszó
- [0045] Ágh Olivér (1975) úszó
- [0046] Agócs Valéria, Krámer Aladárné (1955) kézilabdázó, edző
- [0047] Ágoston György (1946) kézilabdázó, edző
- [0048] Ágoston Imre (1922–1992) sportlövő, edző
- [0049] Ágoston Judit, Mendelényi Tamásné (1937–2013) tőrvívó
- [0050] Ágoston Mihály (1935) sportlövő
- [0051] Ágoston Zita (1965) atléta, középtávfutó
- [0052] Ágoston Zoltán (1941) sportlövő
- [0053] Aján Tamás (1939) sportvezető
- [0054] Ajkay Zoltán (1939–2008) sportorvos, edző, sportvezető
- [0055] Ajtony Ákos (1942) kézilabdázó, edző
- [0056] Akkermann György (1939–1995) ökölvívó, edző
- [0057] Ákos Ajtony (1944–2017) lovas, díjugrató, edző
- [0058] Alb András (1951–2002)[8] vitorlázó
- [0059] Albert Flórián, id. (1941–2011) labdarúgó, edző, sportvezető
- [0060] Albert Flórián, ifj. (1967) labdarúgó
- [0061] Albert József (1912–1994) labdarúgó, edző
- [0062] Alföldi Andrea, Rejtőné (1964) atléta, gyalogló
- [0063] Ali Csaba (1946–2020) úszó, edző
- [0064] Alker Imre (1941) birkózó, edző
- [0065] Almás Károly (1939–2013) tájfutó
- [0066] Almási Ágnes, Simon Béláné, Vincze Ágnes (1935–2020) asztaliteniszező
- [0067] Almási Csaba (1966) atléta, távolugró
- [0068] Almás Gábor (1943) kajakozó, edző
- [0069] Almási Krisztina (1967) síelő
- [0070] Almási László (1930–2024) sportfotóművész, sportújságíró
- [0071] Almási Lenke (1965) tornász
- [0072] Almási Nándor (1952) kajakozó, edző
- [0073] Almási Sándor (1941) gyeplabdázó, edző
- [0074] Almási Zoltán (1976) sakkozó
- [0075] Almássy Tamás (1954) autómodellező
- [0076] Almássy Zsuzsa (1950) műkorcsolyázó, edző
- [0077] Álmos Edit, Vargáné (1960) sportlövő, edző
- [0078] Altorjai Sándor (1963) tornász
- [0079] Alvics Gyula (1960) ökölvívó
- [0080] Ambrózi Jenő, ifj. (1949) súlyemelő
- [0081] Ambrózy György (1953) vitorlázó
- [0082] Ambrus László (1944) súlyemelő, edző, sportvezető
- [0083] Ambrus Mariann, Fekete Antalné (1956–2007) evezős
- [0084] Ambrus Miklós (1933–2019) vízilabdázó
- [0085] Ambrus Tamás (1964–2015) vízilabdázó
- [0086] Ambrus Zoltán (1944) sportvezető
- [0087] Ancsin János (1962) jégkorongozó
- [0088] Ancsin László (1966) jégkorongozó
- [0089] Andor Mária (1974) evezős
- [0090] Andorka Imre (1931–2024)[9] gyeplabdázó, jégkorongozó, edző
- [0091] Andrási Angéla (1971) röplabdázó
- [0092] Andrássy László (1940) cselgáncsozó, edző
- [0093] Andrássy Mihály (1893–1990) sportvezető, motorcsónak-versenyző
- [0094] Andristyák János (1942) kerékpárversenyző, edző
- [0095] Andrusch József (1956) labdarúgó
- [0096] Angyal Ákos (1969) kajakozó
- [0097] Angyal Éva (1955) kézilabdázó
- [0098] Angyal Zoltán (1953) kajakozó, edző, sportvezető
- [0099] Ángyán József (1971) sportlövő
- [0100] Antal Andor (1944) atléta, gyalogló, edző
- [0101] Antal János (1938–2017) karatéző
- [0102] Antal József (1912–1998) sportvezető
- [0103] Antal László (1960) tekvandózó
- [0104] Antal Márta, Rudas Ferencné (1937–2017) atléta, gerelyhajító
- [0105] Antal Róbert (1921–1995) vízilabdázó
- [0106] Antal Zoltán (1921–1995) sportújságíró, szerkesztő, sporttörténész
- [0107] Antal Zoltán (1971) kajakozó
- [0108] Antalffy György (1946) autóversenyző, sportvezető
- [0109] Antalicz Jenő (1962) ejtőernyős
- [0110] Antalovits Ferenc (1953) súlyemelő, edző
- [0111] Antalpéter Tibor (1930–2012) röplabdázó, politikus
- [0112] Antók Zsófia (1970) atléta, gátfutó
- [0113] Apáti László (1974) repülőmodellező
- [0114] Apáti Márton (1931–1998) súlyemelő, edző
- [0115] Apjok Csilla (1965) síelő
- [0116] Apjok Ildikó (1961) síelő
- [0117] Apjok Tünde (1970) síelő
- [0118] Apjok Zsuzsa (1966) síelő, szörföző, edző
- [0119] Apor Péter (1936) sportorvos
- [0120] Apró József (1920–2003)[10] atléta, akadályfutó, középtávfutó
- [0121] Apró László (1907–2000) sakkfeladványszerző
- [0122] Aradi Gyula (1904–1991) tornaedző[11]
- [0123] Aradi János, ifj. (1942) atléta, középtávfutó, edző, kémikus, biológus
- [0124] Aradi János (1951) atléta, gátfutó, edző
- [0125] Aranyi Lajos (1931–2003) kerékpárversenyző, edző
- [0126] Aranyi Ottília, Lovász Józsefné (1913–1998)[12] asztaliteniszező
- [0127] Aranyos István (1942–2022) tornász, edző
- [0128] Aranyosi Péter (1964) asztaliteniszező
- [0129] Aranyossy Árpád (1950) kendózó, szerkesztő
- [0130] Árbócz Eszter, Szabados Péterné (1932) síelő, szobrász-keramikus
- [0131] Ardai Aladár (1921–1991) sportújságíró, szakíró
- [0132] Arday Andor (1932–2015) sportvezető
- [0133] Arday András (1963) sportrepülő
- [0134] Arday Andrea (1964) úszó, búvárúszó, edző
- [0135] Arday-Janka László (1933) pedagógus, edző
- [0136] Argay Béla (1967) vitorlázó, edző
- [0137] Árkovics Krisztina (1971) tornász, edző
- [0138] Árky István (1932–2003) szerkesztő
- [0139] Árky Nándor (1929–2017) sportorvos
- [0140] Armuth Edit (1953) atléta, súlylökő
- [0141] Arold Imre (1931–1993) úszóedző
- [0142] Árva Gábor (1948) kenus, edző
- [0143] Árva István (1948–2006) atléta, gátfutó, edző
- [0144] Árvay Sándor (1952) újságíró
- [0145] Aszalós Anikó (1954) vitorlázó
- [0146] Asztalos András (1962) síelő
- [0147] Asztalos István (1951) asztaliteniszező, edző
- [0148] Asztalos István (1964) ejtőernyős
- [0149] Asztalos Miklós (1963) síelő
- [0150] Azari Éva (1960) kézilabdázó
- [0151] Azor László (1933–2007) repülőmodellező, autómodellező

## B
- [0152] Babai Margit, Csupor Miklósné (1938–2008)[13] tájfutó
- [0153] Babály László (1957) atléta, rövidtávfutó
- [0154] Babán József (1935) jégkorongozó, edző
- [0155] Babarczi István (1961) súlyemelő
- [0156] Babarczy Roland (1932) vízilabdaedző
- [0157] Babati Ferenc (1952–2022) röplabdázó, játékvezető
- [0158] Babcsán Gábor (1960) hegymászó, sziklamászó, szakíró
- [0159] Babella László (1939) kajakozó, edző
- [0160] Babics Ágnes (1951) vitorlázó
- [0161] Babinyecz József (1946) atléta, edző
- [0162] Babos Ágnes, Fleck Ottóné (1944–2020) kézilabdázó, edző
- [0163] Babos Imre (1939–2011) atléta, rövidtávfutó
- [0164] Babos Márta, Pázmány Gáborné (1948) kézilabdázó, edző
- [0165] Bacsa Magdolna (1959) kosárlabdázó, sportvezető
- [0166] Bácsalmási László (1943–2020)[14] kosárlabdaedző
- [0167] Bácsfalvi László (1925) atléta, hosszútávfutó
- [0168] Bácsi Sándor (1969) labdarúgó
- [0169] Bácsics Krisztina (1973) vitorlázó
- [0170] Bácskai Anna (1925–1997)[15] atléta, középtávfutó
- [0171] Bacskai Imre (1961) ökölvívó
- [0172] Bácskai Márta (1960–2012) atléta, diszkoszvető, súlylökő
- [0173] Bácskai Zoltán (1961) evezős
- [0174] Bácsy László (1966) síelő
- [0175] Bácsy Rita (1962) síelő, edző
- [0176] Baczakó Péter (1951–2008) súlyemelő, edző
- [0177] Badari Tibor (1948–2014) ökölvívó, edző
- [0178] Bády Gabriella (1967) karatéző, kickbokszoló, tekvandózó
- [0179] Baffia Tivadar (1928–1992)[16] vitorlázó
- [0180] Bagi Márta (1967) búvárúszó
- [0181] Bagó Vera, Márton Lászlóné (1937–1986)[17] kosárlabdázó, atléta, súlylökő
- [0182] Bagócs János (1945) súlyemelő, edző
- [0183] Bágyi Róbert (1967) atléta, gátfutó
- [0184] Bagyula István (1969) atléta, rúdugró
- [0185] Bai Imre (1965) cselgáncsozó
- [0186] Baier Tibor (1966) atléta, hosszútávfutó, maratoni futó
- [0187] Bajkó Károly (1944–1997) birkózó, sportvezető
- [0188] Bakai Eszter (1970) kosárlabdázó
- [0189] Bakai József (1942) atléta, tízpróbázó, edző
- [0190] Bakanek György (1949) sportorvos
- [0191] Bakcsi György (1933–2019) sakkfeladványszerző, irodalomtörténész
- [0192] Bakk Judit (1944–2021)[18] kosárlabdázó, edző
- [0193] Bakó Béla (1928–1992)[19] labdarúgó, edző
- [0194] Bakó Jenő (1921–2000) úszóedző, szakíró
- [0195] Bakó Pál (1946) öttusázó, edző
- [0196] Bakó Zoltán (1951) kajakozó, edző
- [0197] Bakonyi Ferenc (1915) biológus, edző
- [0198] Bakonyi Károly (1933) sportvezető
- [0199] Bakonyi Péter (1938) kardvívó
- [0200] Bakos András (1973) autóversenyző, gokartversenyző
- [0201] Bakos Enikő (1967) atléta, középtávfutó, hosszútávfutó
- [0202] Bakos György (1960) atléta, gátfutó, rövidtávfutó
- [0203] Bakos István (1956) kézilabdázó, edző
- [0204] Bakos János (1910–1999) súlyemelő, edző
- [0205] Bakos János (1956–2024)[20] ökölvívó, edző
- [0206] Bakos Károly (1943) súlyemelő, edző
- [0207] Bakos László (1919–1993) birkózó, edző
- [0208] Bakos Sándor (1939–2010) labdarúgó, edző
- [0209] Bakos Tamás (1944) vitorlázó
- [0210] Bakosi Béla (1957) atléta, hármasugró
- [0211] Bakosi Erika (1970) búvárúszó
- [0212] Balajcza Tibor (1937) atléta, gyalogló
- [0213] Balajthy Viktor (1974) jégkorongozó
- [0214] Balajti Zoltán (1966) úszó
- [0215] Balaska Zsolt (1965) öttusázó
- [0216] Balassai Judit (1966) ritmikus sportgimnasztikázó, edző
- [0217] Balatoni Mihály (1938–2019[forrás?]) autóversenyző
- [0218] Balázs Andor András (1918) sportrepülő, vitorlázórepülő
- [0219] Balázs Bernadett (1975) tornász
- [0220] Balázs Erzsébet, Baranyai Lászlóné (1920–2014) tornász, edző
- [0221] Balázs Erzsébet (1968) röplabdázó
- [0222] Balázs Éva, Özse Sándorné (1942–1992) síelő, tájfutó
- [0223] Balázs Éva (1968) atléta, rövidtávfutó, gátfutó
- [0224] Balázs Gabriella (1969) evezős
- [0225] Balázs Hajnalka (1963) kosárlabdázó
- [0226] Balázs Imre (1950) kickbokszedző
- [0227] Balázs István (1952) íjász
- [0228] Balázs Judit (1926) kézilabdázó
- [0229] Balázs Lajos (1955) gyeplabdázó
- [0230] Balázs Mihály (1958) súlyemelő
- [0231] Balázs Zoltán (1902–1990) műkorcsolyázó, sportvezető
- [0232] Balázsfi Zoltán (1962) súlyemelő
- [0233] Balczó András (1938) öttusázó
- [0234] Bali Zsolt (1975) jégkorongozó
- [0235] Bálint Attila (1948) jégkorongozó, edző
- [0236] Bálint Csaba (1963) műkorcsolyázó
- [0237] Bálint Ernő (1934) edző, sportvezető
- [0238] Bálint László (1948) labdarúgó, edző
- [0239] Bálint László (1955) lovas, díjugrató, edző
- [0240] Bálint Mihály (1932–2020)[21] edző, sportvezető
- [0241] Bálint Mihály (1945–2011)[22] lovas, fogathajtó
- [0242] Bálint Miklós (1957) evezős, edző
- [0243] Bálint Mónika (1970) atléta, középtávfutó
- [0244] Bálint Tamás (1968) tőrvívó
- [0245] Bálint Zita (1971) atléta, hétpróbázó, gátfutó
- [0246] Balla Balázs (1952–2024) vízilabdázó, úszó
- [0247] Balla Béla (1920–1992) műugró, edző
- [0248] Balla Gábor (1941) sportlövő
- [0249] Balla József (1955–2003) birkózó, edző, sportvezető
- [0250] Balla Mária, Lantos Lászlóné (1944) úszó, edző
- [0251] Balla Sándor, id. (1925–2019)[23] sportvezető, tájfutó
- [0252] Balla Sándor (1953) öttusázó
- [0253] Balla Sándor, ifj. (1954) tájfutó
- [0254] Balla Tibor (1962) gyeplabdázó
- [0255] Balla Zoltán (1956–2008) tőrvívó, orvos
- [0256] Ballagó Gézáné, Szabó Mária (1927) tekéző, sportvezető
- [0257] Ballér Barbara (1970) cselgáncsozó
- [0258] Ballya Hugó (1908–1995) evezős, edző
- [0259] Balog Béla (1965) jégkorongozó
- [0260] Balog Ildikó (1977) tornász
- [0261] Balog Tibor (1966) labdarúgó
- [0262] Balog Zoltán (1967) labdarúgó
- [0263] Balogh Anikó, Petőváry Attiláné (1940) atléta, gerelyhajító
- [0264] Balogh Anikó (1940–2019)[24] kajakozó
- [0265] Balogh Anita (1974) ritmikus sportgimnasztikázó
- [0266] Balogh Erzsébet, Tatár Ferencné (1923–2018)[25] kézilabdázó, kosárlabdázó
- [0267] Balogh Gabriella (1961) búvárúszó, úszó
- [0268] Balogh György (1936–2022) vitorlázó, sportvezető
- [0269] Balogh Györgyi, Szomov Sándorné (1948) atléta, rövidtávfutó, edző
- [0270] Balogh Gyula (1961) atléta, akadályfutó
- [0271] Balogh Ilona, Éberhardtné (1960) asztaliteniszező, edző
- [0272] Balogh Imre (1961) jégkorongozó
- [0273] Balogh István (1912–1992) labdarúgó
- [0274] Balogh István (1934–2014) súlyemelő, edző
- [0275] Balogh István (1952) öttusázó
- [0276] Balogh István (1952) lovas, díjugrató
- [0277] Balogh István (1955) kézilabdázó, edző
- [0278] Balogh János (1948–2023) jégkorongozó, edző
- [0279] Balogh József (1929–2001) kosárlabdázó, edző
- [0280] Balogh Judit (1968) kosárlabdázó
- [0281] Balogh Katalin (1950) atléta, gátfutó, ötpróbázó
- [0282] Balogh László (1940) tájfutó
- [0283] Balogh László (1951) evezős
- [0284] Balogh László (1958) sportlövő
- [0285] Balogh Márta, Markovits Kálmánné (1943–2019) kézilabdázó, edző
- [0286] Balogh Oszkár (1966) karatéző, kickbokszoló
- [0287] Balogh Pálma, Homoki Ivánné (1960) sportlövő, edző
- [0288] Balogh Piroska, Gera Tiborné (1969) tájfutó
- [0289] Balogh Sándor (1920–2000) labdarúgó, edző
- [0290] Balogh Tamás (1941–2008)[26] tájfutó, sportvezető
- [0291] Balogh Tamás (1967) labdarúgó
- [0292] Balogh Tibor (1939–2003) sportvezető
- [0293] Balogh Tibor (1953) jégkorongozó, edző
- [0294] Balogh Zsolt (1968) evezős
- [0295] Balogh Zsuzsanna, Liskáné (1954) kézilabdázó, edző
- [0296] Baloghi József (1942) motorcsónak-versenyző, edző
- [0297] Balogh Beszteri János (1938) jégkorongozó, edző
- [0298] Balogi András (1941–2000)[27] lovas
- [0299] Balogi Zoltán (1971) motorversenyző, edző
- [0300] Balthazár Lajos (1921–1995) párbajtőrvívó, sportvezető
- [0301] Balyi Györgyi (1975) úszó
- [0302] Balzsay Károly (1949–2024) ökölvívóedző
- [0303] Bán Ágnes, Sándor Ferencné (1946) evezős, edző
- [0304] Bán Attila (1965) autóversenyző
- [0305] Bán József (1921–1994) jégkorongozó, edző
- [0306] Bán Károly (1970) jégkorongozó
- [0307] Banai Róbert (1967) atléta, középtávfutó, akadályfutó
- [0308] Bánáty Éva, Benkő Györgyné (1935–1999) tornász
- [0309] Banczik Zoltán (1963) párbajtőrvívó
- [0310] Bánfai Ágnes, Pézsa Tiborné (1947–2020)[28] tornász
- [0311] Bánfalvi Ágnes (1943) evezős, edző
- [0312] Bánfalvi Klára, Berkes Gyuláné, Fried Imréné (1931–2009) kajakozó, edző
- [0313] Bánfalvi Sándor (1914–1998) levelezési sakkozó, sakkozó
- [0314] Bánfi János (1969) labdarúgó
- [0315] Bánfi Tibor (1969) szörföző
- [0316] Bánfi Zsuzsa (1966) kézilabdázó
- [0317] Bánhegyi Emil (1942) sportorvos, sportvezető, politikus
- [0318] Bánhegyi István (1945) kosárlabdázó
- [0319] Bánhegyi László (1931–2015) kosárlabdázó, kungfumester
- [0320] Bánhidi Antal (1902–1994) repülőgép-tervező, sportrepülő
- [0321] Bánhidi Béla (1945–2005)[29] atlétaedző
- [0322] Bánhidi Károly (1929–2018) teniszező, edző, sportvezető
- [0323] Bánhidi Richárd (1973) tollaslabdázó
- [0324] Bánhidi Valéria (1968) röplabdázó
- [0325] Bánki Ferenc (1926–2007)[30] edző
- [0326] Bánki József (1962) labdarúgó
- [0327] Bánki Zoltán (1972) tájfutó, maratoni futó
- [0328] Bankó Pál (1960) atléta, rövidtávfutó
- [0329] Bankó Sándor (1946) gyeplabdázó
- [0330] Bánkuti Antal (1923–2001)[31] kosárlabdázó, kézilabdázó
- [0331] Bánkuti István (1946–2002) labdarúgó, edző
- [0332] Bánkuti Jenő (1956) tollaslabdázó
- [0333] Bánkuti László (1944–2013) labdarúgó, edző
- [0334] Bánkúty Béla (1951) vitorlázó, ipari formatervező
- [0335] Banna Valér (1939–2021[32]) kosárlabdázó, atléta
- [0336] Bánó András (1949) újságíró
- [0337] Bánóczy Kálmán (1928) repülőmodellező, hajómodellező
- [0338] Bánrévi Imre (1954) tornász, edző
- [0339] Bánszki György (1969) ejtőernyős
- [0340] Bánszki Tamás (1971) ejtőernyős
- [0341] Bányai Ágoston (1950) evezős, edző
- [0342] Bányai Miklós (1948) vízilabdázó, edző
- [0343] Bányai Nándor (1928–2003) labdarúgó, edző
- [0344] Barabás Anikó (1946) biológus
- [0345] Barabás Zsolt (1947–2024) kézilabdaedző
- [0346] Baracsi Gábor (1971) tájfutó
- [0347] Baracsi Imre (1943–2009)[33] birkózó, edző
- [0348] Baraczka Eszter (1962) sportújságíró, műugró
- [0349] Bárány Árpád (1931) párbajtőrvívó, öttusázó, edző
- [0350] Bárány István (1907–1995) úszó, edző, szakíró
- [0351] Bárány Katalin, Cselkó Tiborné (1935–2000)[34] kosárlabdázó
- [0352] Baranya István (1931–2007)[35] birkózó
- [0353] Baranyai Andrea (1971) kajakozó
- [0354] Baranyai Ildikó (1958) atléta, gátfutó
- [0355] Baranyai János (1961) súlyemelő
- [0356] Baranyai Judit (1969) hárompróbázó, öttusázó, háromtusázó
- [0357] Baranyai Lajos (1939–1999) ökölvívó
- [0358] Baranyai László (1943) sportvezető, edző
- [0359] Baranyai Sándor (1960) karatéző, edző
- [0360] Baranyecz András (1946–2010)[36] kerékpárversenyző, edző, szakíró
- [0361] Baranyi Judit (1954) úszó
- [0362] Baranyi Sándor (1953) labdarúgó, edző
- [0363] Baranyi Szabolcs (1944–2016) teniszező, edző
- [0364] Baráth Nándor (1965) öttusázó
- [0365] Baráti Éva (1968) atléta, rövidtávfutó
- [0366] Barátosi Levente (1971) teniszező
- [0367] Barbacsy Imre (1930–2012) sportvezető
- [0368] Barcs Sándor (1912–2010) politikus, újságíró, sportvezető
- [0369] Bárczay László (1936–2016) sakkozó, levelezési sakkozó, újságíró
- [0370] Bárd Erzsébet, Erdődi Gyuláné (1919–1998) teniszező, edző
- [0371] Bardi Gyöngyi, Gerevich Pálné  (1958) röplabdázó
- [0372] Bárdi Róbert (1962) öttusázó, vívó
- [0373] Bardóczi László (1952) síelő, sílövő
- [0374] Bardóczy Klára (1937) teniszező, edző
- [0375] Bárdos György (1949) lovas, fogathajtó
- [0376] Bárfy Ágnes (1958) labdarúgó
- [0377] Bárfy Antal (1930–2023) labdarúgó, edző
- [0378] Bárkányi István (1930–2001) atléta, középtávfutó
- [0379] Barna György (1958) autóversenyző
- [0380] Barna Ildikó (1961) kézilabdázó, edző
- [0381] Barna Tibor (1950) birkózóedző
- [0382] Barócsi Heléna (1966) atléta, hosszútávfutó
- [0383] Barócsi Tibor (1928) repülőoktató
- [0384] Baróti Lajos (1914–2005) labdarúgó, edző
- [0385] Barsi László (1962) súlyemelő
- [0386] Bársony András (1946) tájfutó, sportvezető
- [0387] Barta Margit (1939) íjász, edző
- [0388] Bartakovics Andrea (1967) atléta, középtávfutó
- [0389] Bartalfi Krisztina (1970) tornász, edző
- [0390] Bartalis István (1924–2003)[37] vízilabdázó, edző, sportvezető
- [0391] Bartalos Béla (1948) kézilabdázó, edző, sportvezető
- [0392] Bartalos Zoltán (1955) kézilabdázó, edző, sportvezető
- [0393] Bártfai Krisztián (1974) kajakozó
- [0394] Bartha Anikó (1969) búvárúszó
- [0395] Bartha Ildikó, Venczel Miklósné (1955) rádióamatőr
- [0396] Bartha Károly (1907–1991) úszó
- [0397] Bartha Magdolna, Pál Józsefné  (1929–2004)[38] síelő, edző
- [0398] Bartha Mária (1962) tornász, sportakrobata, edző
- [0399] Bartók Ernő (1914–1996) evezős, edző
- [0400] Bartók Gyula (1964) kosárlabdázó
- [0401] Barton József (1937) orvos, szakíró
- [0402] Bartos Csaba (1967) szörföző, vitorlázó
- [0403] Bartos Dénes (1941) vitorlázó
- [0404] Bartos György (1963) szörföző
- [0405] Bartos Győző (1925) evezős, edző
- [0406] Bartus Miklós (1938–2018)[39] síelő, edző
- [0407] Bartusek Béla (1928) kerékpárversenyző, edző, sportvezető
- [0408] Bascsák János (1929–2019)[40] kerékpárversenyző
- [0409] Bassola Emese (1969) búvárúszó
- [0410] Básti István (1944) labdarúgó
- [0411] Bata Ilona (1955) evezős
- [0412] Bata Lőrinc (1907–1991) sakkfeladványszerző
- [0413] Bata Teréz (1938) atléta, rövidtávfutó, edző
- [0414] Batai János (1964–2020) röplabdázó
- [0415] Bäthge Károly (1934) repülőmodellező, sportvezető
- [0416] Báthori Béla (1924–2015) edző, szakíró
- [0417] Báthory István (1925) síelő
- [0418] Bátorfi Csilla (1969) asztaliteniszező
- [0419] Bátorfi Zoltán (1975) asztaliteniszező
- [0420] Bátori István (1947) atléta, rövidtávfutó
- [0421] Bátori Noémi (1970) atléta, rövidtávfutó
- [0422] Bauer Attila (1954) atléta, hosszútávfutó, maratoni futó
- [0423] Bay Béla (1907–1999) tőrvívó, párbajtőrvívó, edző
- [0424] Bazsár Miklós (1923) evezős
- [0425] Bebes István (1956) kosárlabdaedző, polgármester
- [0426] Bebesi Gabriella (1960) atléta, többpróbázó, edző
- [0427] Bebesi Gyula (1915–1991) sakkfeladványszerző, atléta, magasugró
- [0428] Beck Rezső (1928–2002)[41] repülőmodellező, sportvezető
- [0429] Beckl Sándor (1924–2006)[42] sportvezető, politikus
- [0430] Bednarik Teréz (1957) evezős, edző
- [0431] Bedő Gabriella (1968) búvárúszó
- [0432] Beimli Judit (1966) evezős
- [0433] Bejek Géza (1934) tornász, edző
- [0434] Beke Csilla (1958) sportújságíró
- [0435] Békési Ilona, Benedek Ferencné (1953) tornász, edző
- [0436] Békési Sándor (1928–1994) tornász, edző
- [0437] Béla Emese (1958) atléta, magasugró
- [0438] Béleczki Csaba (1971) tollaslabdázó
- [0439] Beleon Zsolt (1965) vízilabdázó
- [0440] Beleznay Mátyás (1945) asztaliteniszező, edző, sportvezető
- [0441] Beliczay Sándor, ifj. (1951) vívóedző
- [0442] Bella Sára, Cseh Lajosné (1932) kajakozó, iparművész
- [0443] Bellák Erzsébet, Muzsnayné (1947) tornász, edző
- [0444] Bellák László (1911–2006) asztaliteniszező
- [0445] Belley László (1970) vitorlázó
- [0446] Beloberk Éva, Gulyás Lászlóné (1955) kosárlabdázó, edző
- [0447] Bélteczky Sándor (1977) hajómodellező
- [0448] Bencsina Ágnes (1968) ritmikus sportgimnasztikázó
- [0449] Bencze Ákos (1963) kosárlabdázó
- [0450] Bencze János (1934–2014) kosárlabdázó
- [0451] Bencze János (1950) tekéző
- [0452] Bencze Lajos (1918–1994) birkózó, edző
- [0453] Bencze Tamás (1968) kosárlabdázó
- [0454] Bene András (1967) vízilabdázó
- [0455] Bene Ferenc (1944–2006) labdarúgó, edző
- [0456] Bene Gusztáv (1911–1993) ökölvívó
- [0457] Bene Márta (1965) karatéző, kickbokszoló
- [0458] Bene Péter (1934) repülőmodellező, sportrepülő
- [0459] Benedek Attila (1921–2010) sakkfeladványszerző, szakíró, sportvezető
- [0460] Benedek Dóra (1970) kosárlabdázó
- [0461] Benedek Endre (1924) labdarúgó-szakíró
- [0462] Benedek Ferenc (1926–2020) öttusázó, edző
- [0463] Benedek Gábor (1927) öttusázó, vívó, edző
- [0464] Benedek György (1921–2004)[43] repülőmodellező, szakíró, sportvezető
- [0465] Benedek István (1926) repülőmodellező
- [0466] Benedek István (1959) tájfutó
- [0467] Benedek János (1939) sportrepülő
- [0468] Benedek János (1944) súlyemelő, edző
- [0469] Benedek Tibor (1972–2020) vízilabdázó, edző
- [0470] Benjámin Gabriella, Fülöpné (1961) kosárlabdázó
- [0471] Benke Attila (1930–2022)[44] röplabdázó, edző
- [0472] Benke Mariann, Fülekiné (1956) asztaliteniszező, edző
- [0473] Benkó Tamás (1954) kajakozó, edző
- [0474] Benkő Ágnes (1951) kajakozó, edző
- [0475] Benkő János (1940) atléta, gátfutó
- [0476] Benkő János (1945) síelő
- [0477] Benkő Katalin (1941–2023)[45] kajakozó, edző
- [0478] Benkő Krisztina (1969) röplabdázó
- [0479] Benkő Pál (1928–2019) sakkozó, szakíró, sportvezető
- [0480] Benőfi Katalin (1966) röplabdázó, edző
- [0481] Bense István (1956) autóversenyző
- [0482] Benyák András (1958) műugró, edző
- [0483] Benyáts Balázs (1948) kézilabdázó, edző
- [0484] Bényei Zsófia (1965) kézilabdázó, edző
- [0485] Benyik János (1951) teniszedző, edző
- [0486] Beöthy Zsigmond (1921–1996)[46] vitorlázó, sportvezető
- [0487] Bérces Edina (1970) sportlövő
- [0488] Bérces József (1938–2015) ökölvívóedző
- [0489] Berczelly Tibor (1912–1990) kardvívó, sportlövő, edző
- [0490] Bérczes László (1964) síelő
- [0491] Bérczi István (1945–2021) tornász, edző
- [0492] Berczik Sára, Papp Lászlóné (1906–1999) mozdulatművész, koreográfus, tornaedző
- [0493] Berczik Zoltán (1937–2011) asztaliteniszező, edző
- [0494] Bérczy Balázs (1966) labdarúgó
- [0495] Berecz Gábor (1955) hegymászó
- [0496] Berecz Ignác (1912–1997)[47] síelő, edző
- [0497] Berecz Ilona, Vedres Mátyásné (1947) műkorcsolyázó, edző, sportvezető
- [0498] Bereczki Brigitta (1966) síelő
- [0499] Bereczki József (1962) atléta, középtávfutó
- [0500] Bereczki Regina (1972) cselgáncsozó
- [0501] Bereczky Ákos (1944) autóversenyző
- [0502] Bereczky Károly (1942) kajakozó
- [0503] Bereczky László (1969) vitorlázó
- [0504] Bereczky Sándor (1965) sportlövő
- [0505] Beregi Barbara (1971) ritmikus sportgimnasztikázó
- [0506] Beregszászi Szabolcs (1941) röplabdaedző
- [0507] Berekméri István (1965) búvárúszó
- [0508] Berekméri Zoltán (1970) búvárúszó
- [0509] Bereknyei Imre (1955–2016) tollaslabdázó, teniszező, edző
- [0510] Berend Mihály (1941) biológus, szerkesztő
- [0511] Berend Ottó (1907–1997)[48] turista, tájfutó, sportvezető
- [0512] Berendy Pál (1932–2019) labdarúgó, edző
- [0513] Berentz Béla (1941) motorcsónak-versenyző
- [0514] Berényi György (1960) tornász
- [0515] Berényi Miklósné, Nagy Zsuzsa (1941–1994) sportvezető
- [0516] Berényi Norbert (1976) jégkorongozó
- [0517] Berényi Zoltán (1967) súlyemelő
- [0518] Béres András (1959–2020)[49] tájfutó, mezei futó
- [0519] Béres Emese (1970) ritmikus sportgimnasztikázó, edző
- [0520] Béres Ernő (1928–2023) atléta, középtávfutó
- [0521] Béres László (1969) tornász, sportakrobata, edző
- [0522] Béres Zoltán (1968) ökölvívó
- [0523] Berger Béla (1931–2005) sakkozó
- [0524] Berinkey Lászlóné, Váradi Katalin (1958) tekéző, edző
- [0525] Berka János (1933) lovas, fogathajtó
- [0526] Berkes István (1950) labdarúgó, sportorvos, sportvezető
- [0527] Berkes Zoltán (1966) kajakozó
- [0528] Berkessy Elemér (1905–1993) labdarúgó, edző
- [0529] Berkics László (1963)kosárlabdázó
- [0530] Bernáth Beáta (1960) röplabdázó
- [0531] Bernhart Sándor (1927) evezős, edző
- [0532] Berta Mátyás (1938–2016)[50] levelezési sakkozó, újságíró
- [0533] Berta Sándor (1943) hajómodellező
- [0534] Bertényi Erika, Medgyesy Péterné (1959) evezős, edző, újságíró
- [0535] Bertényi Hanna, Lukacsicsh Győzőné (1930–2011) evezős, síelő, edző
- [0536] Bertók Attila (1966) sportrepülő, sárkányrepülő
- [0537] Bertók István (1966) hajómodellező
- [0538] Bertók Kálmán (1930–2020)[51] hajómodellező
- [0539] Bertóti Éva, Rakaczky Pálné, Hennig Ernőné (1935–2012) röplabdázó
- [0540] Bertus Gábor (1965) súlyemelő
- [0541] Berzi Sándor, id. (1922–1994) labdarúgó, sportvezető
- [0542] Berzi Sándor, ifj. (1949) sportvezető
- [0543] Berzlánovits Éva (1974) úszó, hosszútávúszó
- [0544] Berzsenyi Barnabás (1918–1993) párbajtőrvívó, tőrvívó
- [0545] Berzsenyi Béla (1932–2017)[52] sportvezető
- [0546] Berzsenyi Mária (1946) kézilabdázó, edző
- [0547] Bese Benő (1966) atléta, magasugró
- [0548] Besenyei Kinga (1972) sportakrobata
- [0549] Besenyei Péter (1956) sportrepülő
- [0550] Besenyői Andrea (1964) kosárlabdázó
- [0551] Beták Imre (1922–1997) síelő, edző
- [0552] Bézi István (1957) levelezési sakkozó
- [0553] Biacsics Elvira (1964) atléta, középtávfutó, edző
- [0554] Bíborka Judit (1967) búvárúszó
- [0555] Bicskei Bertalan (1944–2011) labdarúgó, edző
- [0556] Bicskey Richárd (1936–2020) kerékpárversenyző, edző
- [0557] Bihari Tibor (1923–2016) sportvezető, szakíró, asztaliteniszező
- [0558] Bikár Deján (1907–1996) gyeplabdázó, jégkorongozó, sportvezető
- [0559] Bikár Péter (1945) jégkorongozó
- [0560] Bild Katalin, Haris Ferencné (1944) kosárlabdázó, edző
- [0561] Bilek István (1932–2010) sakkozó, edző, szakíró
- [0562] Bimbi Zoltán (1937) repülőmodellező
- [0563] Birgés István (1953) motorversenyző
- [0564] Birkás György (1926–2001) teniszező, sportvezető, újságíró
- [0565] Bíró Ágnes, Sólyom Lászlóné (1917–2009)[53] úszó, edző
- [0566] Bíró Andrea (1971) kajakozó
- [0567] Bíró Anikó (1965) kosárlabdázó
- [0568] Bíró Attila (1966) vízilabdázó
- [0569] Bíró Eszter (1971) kosárlabdázó
- [0570] Bíró Ferdinánd (1959) gyorskorcsolyázó
- [0571] Bíró György (1954) karatéző
- [0572] Bíró Imre (1959) kézilabdázó
- [0573] Bíró János (1917) atléta, akadályfutó, hosszútávfutó
- [0574] Bíró József (1921–2001) kerékpárversenyző, politikus
- [0575] Bíró Károly (1936) repülőmodellező, sportvezető
- [0576] Bíró Károly (1944–2016) kézilabdázó, edző
- [0577] Bíró Katalin, Hadar Zoltánné (1961) sportlövő, edző
- [0578] Bíró Katalin (1973) rádióamatőr
- [0579] Bíró László (1960) birkózó
- [0580] Bíró Mihály (1929–2019)[54] sportvezető
- [0581] Biszku Éva, Józsa Miklósné (1953) röplabdázó, újságíró
- [0582] Biszku Zsuzsa, Lutter Istvánné (1953) röplabdázó, sportorvos
- [0583] Bisztriczky Valéria (1975) evezős
- [0584] Bitskey Aladár (1905–1991) úszó, edző
- [0585] Bitter Sándor (1971–2015) motorversenyző
- [0586] Bitvai Nándor (1945) kézilabdázó
- [0587] Blaumann Ferenc (1936–2001/2002) röplabdázó, edző
- [0588] Blázsik Zoltán (1960) sakkíró, újságíró, matematikus
- [0589] Bóbis Ildikó, Farkasinszkyné (1945) tőrvívó, edző
- [0590] Bobory György (1944–2021)[55] vízilabdázó, edző
- [0591] Bocsák Miklós (1947) sportújságíró
- [0592] Boda Imre (1961) labdarúgó
- [0593] Boda László (1964) tornász, edző
- [0594] Boda Róbert (1963) aikidomester
- [0595] Bódi István (1958) karatéző, edző
- [0596] Bódi Jenő (1963) birkózó, edző
- [0597] Bódis Gyula (1936–2015) ökölvívóedző, sportvezető
- [0598] Bódis László (1964) sportrepülő
- [0599] Bodnár András (1942) vízilabdázó, úszó, sportvezető
- [0600] Bodnár János (1944–2023) öttusázó, edző
- [0601] Bodnár László (1959) labdarúgó
- [0602] Bodnár Tibor (1955–2022)[56] sportlövő
- [0603] Bodó András (1945) röplabdázó, edző
- [0604] Bodó Andrea, Molnár Miklósné (1934–2022) tornász, sportvezető
- [0605] Bodó Antal (1958) sportvezető, birkózó
- [0606] Bodó Árpád (1933–1993) atléta, magasugró
- [0607] Bodó Béla (1959) atléta, gátfutó
- [0608] Bodó Gábor (1941–2011) röplabdázó, atléta
- [0609] Bodó János (1960) repülőmodellező
- [0610] Bodó Zoltán (1957) sportlövő
- [0611] Bodola Gyula (1912–1992) labdarúgó, edző
- [0612] Bodonyi Béla (1956) labdarúgó
- [0613] Bodosi Mihály (1909–2005)[57] atléta, magasugró
- [0614] Bodri István (1949) öttusázó, háromtusázó
- [0615] Bodrogi Csaba (1965) kosárlabdázó
- [0616] Bódy János (1932) öttusázó, vívómester
- [0617] Bogács László (1920) ökölvívó
- [0618] Bogár Andrea (1957) kosárlabdázó
- [0619] Bogár Géza (1950) röplabdázó
- [0620] Bogár János (1964) atléta, szuperhosszútávfutó
- [0621] Bogár Pál (1927–2012) kosárlabdázó
- [0622] Bogár Szilvia (1971) aerobicversenyző
- [0623] Bogaras Mária, Donga Árpádné (1949–2018)[58] ritmikus sportgimnasztikázó, edző
- [0624] Bogdán Endre (1942) autómodellező, sportvezető
- [0625] Bogdányi Ottó (1954) sportrepülő
- [0626] Bogen Erna, Gerevich Aladárné (1906–2002) tőrvívó
- [0627] Bognár Erzsébet, Jánya Józsefné, Szőke Lászlóné (1942–2017) kézilabdázó
- [0628] Bognár György (1961) labdarúgó
- [0629] Bognár Judit, Lendvay Ödönné (1939–2010) atléta, diszkoszvető, súlylökő
- [0630] Bognár Károly (1959) síelő
- [0631] Bognár László (1949) atléta, gátfutó, politikus
- [0632] Bognár László (1953) síelő
- [0633] Bognár László (1968) ökölvívó
- [0634] Bognár Sándor (1950–2018) lovas, díjugrató
- [0635] Bognár Zoltán (1965) labdarúgó
- [0636] Bogyó Katalin, Czetőné (1960) asztaliteniszező
- [0637] Bohács Zsolt (1964) kenus
- [0638] Bohátka László (1969) lovas, lovastusázó
- [0639] Bókay Zsuzsanna, Kozma Ottóné (1932) síelő, keramikus
- [0640] Bokody József (1928) turista, tájfutó
- [0641] Bokor György (1928–2014) kosárlabdázó, edző, sportvezető
- [0642] Bokor László (1957–1993) röplabdázó
- [0643] Bokros György, ifj. (1954) síelő, tájfutó
- [0644] Bokros István (1955) tájfutó, síelő, edző
- [0645] Bokros Zsuzsa, Török Zoltánné (1947) röplabdázó
- [0646] Boksay Zsuzsa (1960) kosárlabdázó
- [0647] Boldizsár Gáspár (1967) kenus
- [0648] Boldizsár Géza (1918–1988) labdarúgó, kosárlabdázó
- [0649] Boldizsár István (1945) sportvezető
- [0650] Bolla József (1943–2006) birkózó, edző
- [0651] Bolla Mária (1945–2018) sportrepülő, vitorlázórepülő
- [0652] Bolvári Antal (1932–2019) vízilabdázó, úszó, edző
- [0653] Bolvári Ildikó, Schrickné (1963) asztaliteniszező
- [0654] Bolvári Katalin (1967) asztaliteniszező
- [0655] Bolyki István (1929–1996)[59] atléta, hármasugró
- [0656] Bolyóczki János (1965–1992) rádióamatőr
- [0657] Bóna Gábor (1954) vitorlázó, szörföző
- [0658] Bondár Gábor (1959) teniszező, edző, sportorvos
- [0659] Bondi Miksa (1918–1997) ökölvívó, edző, sportvezető
- [0660] Bondor István (1949) sportlövő, edző
- [0661] Bondor Lipót (1957) vitorlázó, szörföző
- [0662] Bónis Annamária (1974) síelő
- [0663] Bónis Attila (1971) síelő
- [0664] Bónis Ferenc (1943–2009)[60] síedző
- [0665] Bonn Ottó (1926–2020) sportvezető
- [0666] Bonyhádi Klára (1955) kézilabdázó
- [0667] Borbély Erzsébet, Újvári Miklósné (1951–2008) kosárlabdázó, edző
- [0668] Borbély László (1942) labdarúgó, edző
- [0669] Borbély Magdolna, Diera Jánosné (1951) evezős
- [0670] Borbély Pál (1928–2013) sportújságíró, kosárlabdázó
- [0671] Borbély Tibor (1917–2002) kerékpáros szakíró, edző, sportvezető
- [0672] Borbély Vera, Hegedűs Tiborné (1935–2019)[61] röplabdázó, kosárlabdázó, edző
- [0673] Bordács Enikő (1970) evezős
- [0674] Bordács Julianna (1969) evezős
- [0675] Bordán Dezső (1943) tornász, edző
- [0676] Bordás Csaba (1968) labdarúgó
- [0677] Bordás József (1963) kézilabdázó
- [0678] Borhi Zsombor (1972) kajakozó
- [0679] Borhy András (1965) röplabdázó
- [0680] Borka Ágnes, Gellér Sándorné (1959) kosárlabdázó
- [0681] Borka Gyula (1959) atléta, maratoni futó
- [0682] Borka János (1949) motorversenyző
- [0683] Borka Katalin (1948) teniszező
- [0684] Borkai Zsolt (1965) tornász
- [0685] Borlai György (1949) öttusázó, edző
- [0686] Borlói Mátyás (1952) úszó
- [0687] Boróczi Gábor (1939–1991) jégkorongozó, edző
- [0688] Borókai Gábor (1961) sportújságíró
- [0689] Boros András (1946) síelő
- [0690] Boros Endre (1940) tekéző
- [0691] Boros Enikő (1963) kézilabdázó
- [0692] Boros György (1971) kardvívó
- [0693] Boros István (1909–1994) asztaliteniszező
- [0694] Boros István (1943–2006)[62] úszóedző
- [0695] Boros Katalin, Vedlich Lajosné (1941) úszó, edző
- [0696] Boros Sándor (1949) atléta, gerelyhajító, edző
- [0697] Boros Zoltán (1948–2025) tájfutó, sportvezető
- [0698] Boros Zoltán (1970) kosárlabdázó
- [0699] Boross Dezső (1938–2009) sportújságíró
- [0700] Borostyán Mihály (1956–2005) labdarúgó
- [0701] Borovitz Tamás (1929) sportvezető
- [0702] Borovszki Tamás (1955) sportrepülő, sárkányrepülő
- [0703] Bors László (1959–2021) vízilabdázó, edző
- [0704] Borsányi György (1933–2003) labdarúgó
- [0705] Borsányi István (1958) labdarúgó
- [0706] Borsó János (1953) labdarúgó
- [0707] Borsodi Ervin (1920–1994) filmrendező
- [0708] Borsos Attila (1966) kézilabdázó
- [0709] Borsos Jenő (1925–1996) tornaedző
- [0710] Borsos József (1955) síelő
- [0711] Borsovszky Tibor (1928–2004) röplabdázó, edző
- [0712] Borza József (1959) karatéző, edző, sportvezető
- [0713] Boskovics Jenő (1928–2010) sportújságíró
- [0714] Bóta Enikő, Valicsné (1968–2019) röplabdázó
- [0715] Bóta Mónika (1972) cselgáncsozó
- [0716] Botár Attila (1931–1997) atléta, gátfutó
- [0717] Botár Zoltán (1924–2004) sportorvos
- [0718] Both József (1945) labdarúgóedző
- [0719] Botond Árpád (1960) úszó
- [0720] Bótor Barbara (1973) tájfutó
- [0721] Botos András (1952) ökölvívó, edző
- [0722] Botos Ferenc (1949–2013) röplabdaedző, sportvezető
- [0723] Bots László (1924) röplabdázó, edző, játékvezető
- [0724] Bottlik Iván (1934) levelezési sakkozó, sportvezető, szakíró
- [0725] Botyánszki János (1966) röplabdázó
- [0726] Botz Mária, Tóth Andorné  (1936) kosárlabdázó, edző
- [0727] Bozán György (1944) tájfutó
- [0728] Bozó Éva, Csulik Pálné  (1954) kézilabdázó
- [0729] Bozóti Lajos (1919–1993)[63] vitorlázó, sportvezető
- [0730] Bozsik Anna (1965) síelő, sílövő
- [0731] Bozsik József (1952) lovas, fogathajtó
- [0732] Bozsó József (1960) tollaslabdázó
- [0733] Bödör László (1933) labdarúgó
- [0734] Bőhm Gabriella (1966) asztaliteniszező
- [0735] Böjti Zsolt (1966) kajakozó
- [0736] Bökfi János (1963) súlyemelő
- [0737] Bömisch Beáta (1970) búvárúszó
- [0738] Börcsök Csaba (1956) röplabdázó
- [0739] Böröcz János (1913) vitorlázó
- [0740] Börzsei Károly (1952) karatéző
- [0741] Börzsei Ottó (1933–2013) motorcsónak-versenyző, motorversenyző
- [0742] Börzsey János (1921–2007) labdarúgó, sportvezető
- [0743] Börzsey János (1943) asztaliteniszező
- [0744] Bősze Krisztina (1968) ritmikus sportgimnasztikázó, edző
- [0745] Bősze Zoltán (1969) gyeplabdázó
- [0746] Brabant Béla (1955) gyeplabdázó, edző
- [0747] Brachmann János (1925) tekéző, edző
- [0748] Brandi Mária (1948) úszó, edző
- [0749] Branikovits László (1949–2020) labdarúgó
- [0750] Braskó Péter (1940–2019) cselgáncsozó
- [0751] Braun Éva (1969) asztaliteniszező
- [0752] Brávácz Ottó (1940) sportvezető
- [0753] Bráz Zoltán (1970) síelő
- [0754] Brazzorottó Jenő (1974) lovastornász
- [0755] Breiner Tamás (1931) tájfutó
- [0756] Brencsán Ábel (1957) vitorlázó
- [0757] Brenner László (1965) kézilabdázó
- [0758] Bretz Gyula (1940) öttusázó
- [0759] Bretz Károly (1931) elektromérnök
- [0760] Brinzay Margit, Stiller Lászlóné, Gabuláné (1952) kézilabdázó
- [0761] Brockhauser István (1964) labdarúgó
- [0762] Bródy Ervin (1909–1997) asztaliteniszező, irodalomtörténész
- [0763] Brucker János, ifj. (1953) síelő, tájfutó
- [0764] Bruzsenyák Ilona, Gresa Lajosné  (1950) atléta, rövidtávfutó
- [0765] Brünyi Béla (1948) labdarúgó, sportvezető
- [0766] Bubonyi Zoltán (1935–2017)[64] asztaliteniszező, edző
- [0767] Bucsánszki Erika (1964) sportakrobata, edző
- [0768] Bucsányi Ida, Arday Andorné (1935) atléta, diszkoszvető,
- [0769] Buda Attila (1964) súlyemelő
- [0770] Buda Béla (1939–2013) orvos, pszichológus
- [0771] Buda István (1926–2013) sportvezető, politikus[65]
- [0772] Budai Ilona, Kondiné (1962) kézilabdázó
- [0773] Budai István (1964) párbajtőrvívó
- [0774] Budai Judit (1960) teniszező
- [0775] Budai Pál (1925) ökölvívó, edző
- [0776] Budai Piroska (1955) kézilabdázó
- [0777] Budavári Ágota (1949) sportpszichológus
- [0778] Budavári Éva (1953–2008)[66] atléta, gerelyhajító
- [0779] Budavári Imre (1956) vízilabdázó
- [0780] Budavári Mária (1951) atléta, középtávfutó
- [0781] Buday Ferenc (1951) kézilabdázó, edző, sportvezető
- [0782] Buday László (1948) kenus, sportvezető
- [0783] Buday Tamás (1952) kenus, edző
- [0784] Buday Tímea (1970) fallabdázó, ritmikus sportgimnasztikázó
- [0785] Bugya Mariann (1964) atléta, középtávfutó
- [0786] Bujdosó Ágota (1943–2025) kézilabdázó
- [0787] Bujdosó Imre (1959) kardvívó, edző
- [0788] Bujka Gábor (1961) vízilabdázó, edző
- [0789] Bujkó Tamás (1962–2008)[67] cselgáncsozó
- [0790] Bundzsák Dezső (1928–2010) labdarúgó, edző, sportvezető
- [0791] Burcsa Győző (1954) labdarúgó, edző
- [0792] Burián Melinda (1970) úszó
- [0793] Burik István (1940) repülőmodellező
- [0794] Burka Endre (1925–1999) sportvezető, szakíró
- [0795] Burkovits Ferenc (1951) sportújságíró
- [0796] Burkus Tamás (1972–1999) sportlövő
- [0797] Burucs Balázs (1954) lovas, sportvezető
- [0798] Buruts László (1935) autómodellező
- [0799] Busa István (1961) tőrvívó
- [0800] Busi András (1952) kerékpárversenyző
- [0801] Buttás Pál (1945) kosárlabdaedző, sportvezető
- [0802] Búza József (1951) evezős, edző
- [0803] Búza Lilla (1967) teniszező, edző
- [0804] Buzánszky Jenő (1925–2015) labdarúgó, edző, sportvezető
- [0805] Búzás György (1955–2005) jégkorongozó
- [0806] Búzás Károly (1945–2015)[68] birkózó, edző
- [0807] Buzek László (1945) röplabdázó, edző
- [0808] Buzgó József (1955) öttusázó, edző, újságíró
- [0809] Buzinkay Éva, Surányi Éva (1960) búvárúszó, edző
- [0810] Büchler Róbert (1922–1992) pszichológus
- [0811] Bücs Zsolt (1963) labdarúgó, újságíró
- [0812] Büki Ernő (1965) autóversenyző
- [0813] Bürger Ferenc (1954–2020) kerékpárversenyző, edző

## C, Cs
- [0814] Cerva László (1912–1998) gyeplabdázó, sportvezető
- [0815] Cerva László Csaba (1944) gyeplabdázó, jégkorongozó, edző
- [0816] Chinora Ágnes (1969) tornász, sportakrobata
- [0817] Cittel Lajos (1954) vitorlázó, szörföző, hajóépítő
- [0818] Csaba Béla (1929–2002) cselgáncsozó, edző
- [0819] Csaba Erzsébet, Vad Gyuláné (1951) tekéző
- [0820] Csaba László (1948) úszó, edző
- [0821] Csabai Attila (1967) repülőmodellező
- [0822] Csabai Judit (1973) úszó
- [0823] Csábi József (1967) labdarúgó
- [0824] Csák Ibolya, Kádár Lajosné (1915–2006) atléta, magasugró
- [0825] Csák János (1949) sakkfeladványszerző
- [0826] Csák József (1966) cselgáncsozó
- [0827] Csák Levente (1969) síelő
- [0828] Csák Magdolna (1969) kosárlabdázó
- [0829] Csáki József (1936) sportakrobata, edző
- [0830] Csáki László (1974) kenus
- [0831] Csala Éva, Almay Lászlóné, Boda Istvánné (1956) tekéző, edző
- [0832] Csanádi György (1964) cselgáncsozó
- [0833] Csanádi Károly (1939) műkorcsolyázó
- [0834] Csanádi Norbert (1925–2000)[69] sportrepülő, repülőoktató, szakíró
- [0835] Csanda Lajos (1949) tollaslabdázó, sportvezető, edző
- [0836] Csank János (1946) labdarúgóedző
- [0837] Csánó Zoltán (1939–2018) cselgáncsozó, edző
- [0838] Csányi Béla (1950–2023) tekéző, edző
- [0839] Csányi Erika (1965) tornász
- [0840] Csányi Rajmund (1936) tornász, edző
- [0841] Csányi Sándor (1916–1992) atléta, tízpróbázó, kosárlabdázó
- [0842] Csányi Zoltán (1912–1993) atléta, tízpróbázó, kosárlabdázó
- [0843] Csaplár András (1912–1995) atléta, hosszútávfutó
- [0844] Csapláros László (1942) motorcsónak-versenyző
- [0845] Csapó Erika, Dörner Tamásné (1967) kézilabdázó
- [0846] Csapó Gábor (1950–2022) vízilabdázó, edző
- [0847] Csapó Gabriella, Fekete Béláné, Búzás Györgyné (1954–2023) röplabdázó, edző
- [0848] Csapó Géza (1950–2022) kajakozó, edző
- [0849] Csapó Károly (1952) labdarúgó, edző
- [0850] Császár Andrea (1965) röplabdázó
- [0851] Császár Attila (1958–2017) kajakozó
- [0852] Császár Mónika, Balczó Andrásné (1954) tornász
- [0853] Császár Valéria (1966) rádióamatőr
- [0854] Császár Zsuzsa (1944–2006)[70] röplabdázó
- [0855] Császári Attila (1954) öttusázó, úszó, sportvezető
- [0856] Császi Sándor (1930) edző
- [0857] Csatári József (1943–2021) birkózó
- [0858] Csathó Tamás (1956) kerékpárversenyző, edző
- [0859] Csatlós Csaba (1950–2011)[71] úszó, edző, sportvezető
- [0860] Csató István (1967) súlyemelő
- [0861] Csávás Andrea (1966) kosárlabdázó
- [0862] Csávás István (1940) síelő, síugró, edző
- [0863] Csávás László (1934) síelő, síugró, edző
- [0864] Cseh András (1964) labdarúgó
- [0865] Cseh Ferenc (1943–2018) kajakozó
- [0866] Cseh Klára (1971) szörföző
- [0867] Cseh Lajos (1932) sportvezető
- [0868] Cseh László (1952–2020) úszó
- [0869] Cseh Péter (1967) vízilabdázó
- [0870] Cseh Zsolt (1964) evezős
- [0871] Cseh Zsuzsa (1950) kosárlabdázó
- [0872] Csehi Tibor (1963) labdarúgó
- [0873] Cselényi Edit (1962) tornász
- [0874] Cselkó Tibor (1931) kosárlabdázó, edző
- [0875] Csender Jenő (1923–1995) asztaliteniszező, edző
- [0876] Csenger Attila (1930–2014) atléta, gátfutó, politikus
- [0877] Csengeri Kálmán (1959) súlyemelő
- [0878] Csépai Dezső (1953–2007) kenus, sportorvos
- [0879] Csépai Ferenc (1957) teniszező, edző, sportvezető
- [0880] Csépányi András (1971) úszó
- [0881] Csépe Gabriella (1973) úszó
- [0882] Csepregi György, ifj. (1952) motorcsónak-versenyző, edző, sportvezető
- [0883] Csepregi Oszkár (1939) sportvezető
- [0884] Cser Borbála (1944) tájfutó, edző
- [0885] Cser Győző (1942) tornász, edző
- [0886] Cser Zoltán (1970) hegymászó, sziklamászó
- [0887] Cserba Brigitta (1968) műugró
- [0888] Cseresnyés László (1958) lovas, lovastusázó
- [0889] Cserey Ildikó (1962) evezős
- [0890] Cserha István (1945–2001) kenus
- [0891] Cserkúti József (1947–2023) autóversenyző
- [0892] Csermák József (1932–2001) atléta, kalapácsvető, edző
- [0893] Csermely Gábor (1958) szörföző
- [0894] Csermely József (1945) evezős
- [0895] Csermendy Miklós (1959) vitorlázó
- [0896] Csernai Pál (1932–2013) labdarúgó, edző
- [0897] Csernai Tibor (1938–2012) labdarúgó
- [0898] Cserni Béla (1970) motorcsónak-versenyző
- [0899] Cserni Éva, Vargáné (1953) tollaslabdázó, edző
- [0900] Cserni János (1945) tollaslabdázó, edző, sportvezető
- [0901] Csernok László (1970) öttusázó
- [0902] Csernoviczki Csaba (1966) cselgáncsozó
- [0903] Cserpes Sándor (1955) hajómodellező
- [0904] Csertői Aurél (1965) labdarúgó
- [0905] Cservenyák Tibor (1948) vízilabdázó, edző
- [0906] Csetényi Csaba (1943) labdarúgó, sportvezető
- [0907] Csiba György (1969) síelő
- [0908] Csiba Piroska (1968) búvárúszó
- [0909] Csicsai Julianna, Varga Péterné (1925–1989)[72] kézilabdázó
- [0910] Csicsai Ottó (1961) kézilabdázó
- [0911] Csider Tibor (1926) gyógytestnevelő tanár, pszichológus, szakíró
- [0912] Csiha Magdolna (1951) kézilabdázó, edző
- [0913] Csík Ferenc (1962–2019) labdarúgó
- [0914] Csík János (1946) kézilabdázó, edző
- [0915] Csík József (1946–2023) atléta, gerelyhajító
- [0916] Csík László (1890–1993) sportvezető, evezős
- [0917] Csík Márta, Vargáné (1955) asztaliteniszező, edző
- [0918] Csík Zsuzsa (1972) búvárúszó
- [0919] Csikány Csilla (1968) úszó
- [0920] Csikány József (1943) úszó, edző
- [0921] Csíkos Gábor (1973) röplabdázó
- [0922] Csikós Gyula (1913–1992) labdarúgó
- [0923] Csikós Gyula (1917–2009)[73] kerékpárversenyző, edző
- [0924] Csíkos József (1954) hegymászó, geofizikus
- [0925] Csillag Gábor (1936) vízilabdázó
- [0926] Csillag Katalin (1948) vitorlázó
- [0927] Csillik György (1920–1996) asztaliteniszező
- [0928] Csillik Margit, Huber Lórántné, Kovács Lászlóné (1914–2007) tornász, edző
- [0929] Csinger Márton (1951) úszó, edző
- [0930] Csipán Borbála, Török Jánosné (1950) atléta, középtávfutó, edző
- [0931] Csipes Ferenc (1965) kajakozó
- [0932] Csipka László (1943) gyeplabdázó, sportvezető
- [0933] Csisztu Zsuzsa (1970) tornász, sportújságíró
- [0934] Csitneki Péter (1947) súlyemelő, edző
- [0935] Csizmadia Attila (1971) ejtőernyős
- [0936] Csizmadia Ferenc (1951–1994) gyorskorcsolyaedző
- [0937] Csizmadia István (1944) kajakozó
- [0938] Csizmarik Árpád (1968) teniszező, edző
- [0939] Csizmarik Ferenc (1940–1991) repülőmodellező, edző, sportvezető
- [0940] Csjef Imre (1960) ökölvívó
- [0941] Csjef Sándor (1950–2016) ökölvívó
- [0942] Csoborkó Julianna, Leiszt Antalné (1955) röplabdázó
- [0943] Csóka Péter (1961) súlyemelő
- [0944] Csoknyai István (1964) kézilabdázó
- [0945] Csollány Szilveszter (1970–2022) tornász
- [0946] Csom Etelka, Némethné (1965) sakkozó
- [0947] Csom István (1940–2021) sakkozó, edző
- [0948] Csoma Ferenc (1951) atlétaedző
- [0949] Csoma Gábor (1967) cselgáncsozó
- [0950] Csongrádi Ferenc (1956) labdarúgó, edző
- [0951] Csongrádi László (1959) kardvívó
- [0952] Csonka Csaba (1972) evezős
- [0953] Csonka Gyula (1958) labdarúgó
- [0954] Csonka József (1965) cselgáncsozó
- [0955] Csonka Zsuzsa Mária (1968) tekéző
- [0956] Csonkics Tünde (1958) sakkozó
- [0957] Csorba Oszkár (1909–1991) vízilabdázó, úszó
- [0958] Csordás György (1928–2000) úszó, edző
- [0959] Csordás László (1928) síelő, kézilabdázó
- [0960] Csordás Mária, Selmeczi Istvánné (1944) műkorcsolyázó, edző, sportvezető
- [0961] Csordás Tamás (1957) sportrepülő, vitorlázórepülő
- [0962] Csordós Rita (1967) atléta, középtávfutó
- [0963] Csortos Nándor (1935) síelő
- [0964] Csőke Adrienn (1973) sakkozó
- [0965] Csőke József (1927–2012) filmrendező
- [0966] Csőke Katalin, Tóthné (1957–2017) atléta, diszkoszvető
- [0967] Csőkör Irén (1953) tájfutó
- [0968] Csőregh Ildikó (1967) vitorlázó
- [0969] Csősz Attila (1965) motorversenyző
- [0970] Csősz Imre (1969) cselgáncsozó
- [0971] Csősz Lajos (1965) motorversenyző
- [0972] Csötönyi Sándor (1949) ökölvívó, edző, sportvezető
- [0973] Csuberda Ferenc (1922–1990) labdarúgó
- [0974] Csucsánszky Zoltán (1965) labdarúgó, edző
- [0975] Csuhay József (1957) labdarúgó
- [0976] Csurgó Virág (1972) teniszező
- [0977] Csury Zoltán (1965) vitorlázó, vitorlakészítő
- [0978] Csutka István (1932–2008) atlétaedző
- [0979] Csutorás Csaba (1937–2014) atléta, edző
- [0980] Csuvik Oszkár (1925–2008) vízilabdázó, úszó
- [0981] Csürke Károly (1958) cselgáncsozó, edző
- [0982] Cynolter Erzsébet, Bognárné (1937–2016)[74] sakkozó, levelezési sakkozó
- [0983] Czafik Béla (1937–2005) röplabdázó, edző
- [0984] Czakkel István (1947) tőrvívó, edző
- [0985] Czakó Csaba (1943–2023)[75] evezős, edző, sportvezető
- [0986] Czakó Gabriella (1956) evezős, edző, sportvezető
- [0987] Czakó György (1933–2023) műkorcsolyázó, edző, sportvezető
- [0988] Czakó Kálmán (1943) röplabdázó, edző
- [0989] Czakó Krisztina (1978) műkorcsolyázó
- [0990] Czanka Attila (1969) súlyemelő
- [0991] Czapkó Miklós, id. (1924–2007) vízilabdázó, edző
- [0992] Czeczeli Károly (1951–2017) labdarúgó, edző
- [0993] Czégai László (1951) vitorlázó, edző
- [0994] Czeglédy Károly, ifj. (1950) sportorvos
- [0995] Czeglédy Margit (1948) kézilabdázó
- [0996] Czéh László (1968) labdarúgó
- [0997] Czeizel Balázs (1962) vitorlázó, iparművész
- [0998] Czékus Lajos (1941) sportvezető
- [0999] Czencz Péter (1953) sportvezető
- [1000] Czene Attila (1974) úszó
- [1001] Czéró Ildikó, Hudomiet Ferencné (1963) tekéző
- [1002] Czetti Béla (1935) repülőmodellező
- [1003] Czibor Zoltán (1929–1997) labdarúgó
- [1004] Cziffra Zoltán (1942) atléta, hármasugró, távolugró
- [1005] Czifra Katalin (1972) síelő
- [1006] Czifra Lajos (1936) repülőmodellező, autómodellező
- [1007] Czigány Kinga (1972) kajakozó
- [1008] Czigler László (1971) kosárlabdázó
- [1009] Czingáli István (1930) sportlövő, edző
- [1010] Czingler Zsolt (1971) atléta, hármasugró
- [1011] Czink György (1939–2018) kajakozó, edző
- [1012] Czinkán Tibor (1929–2013)[76] kosárlabdázó, edző
- [1013] Cziráki Zsolt (1967) kézilabdázó
- [1014] Czöndör István (1950) tájfutó
- [1015] Czövek Zsuzsa, Gyöngyösiné (1959) úszó
- [1016] Czuni László (1953–2020) motorversenyző
- [1017] Czvikovszky Ferenc (1932−2021)[77] tőrvívó, sportvezető

## D
- [1018] Dajka László (1959) labdarúgó
- [1019] Daka Olga, Deveczné, Extra Olga (1947) sportrepülő
- [1020] Dakó Andrea (1972) tollaslabdázó
- [1021] Daku Mónika, Tőrösné (1966) atléta, rövidtávfutó
- [1022] Dala Tamás (1968) vízilabdázó
- [1023] Dallos Andrea (1971) aerobicversenyző, lovastornász
- [1024] Dallos Gyula (1950) lovas, díjlovagló, edző
- [1025] Dallos János (1933) kosárlabdázó
- [1026] Dallos Péter (1962) súlyemelő
- [1027] Dalmadi Jenő (1896–1990) sportvezető
- [1028] Dalmady Judit, Dolesch Ivánné (1921–2005)[78] síelő, kajakozó, vitorlázó
- [1029] Dalmati János (1942–2020) atléta, gyalogló
- [1030] Dalnoki Ildikó (1957) kosárlabdázó
- [1031] Dalnoki Jenő (1932–2006) labdarúgó, edző
- [1032] Damásdy Györgyi (1944) tőrvívó
- [1033] Danada Judit (1964) röplabdázó, edző
- [1034] Dancsa Katalin, Solymosiné (1963) vízilabdázó
- [1035] Dani Zita (1973) evezős
- [1036] Dani Zsolt (1969) evezős
- [1037] Dániel Edit (1958) tájfutó
- [1038] Danka Imre (1930–2014) labdarúgó
- [1039] Danku Sándor, id. (1933) hajómodellező
- [1040] Danku Sándor, ifj. (1960) hajómodellező
- [1041] Danovszky Ferenc (1947–1990) atléta, gyalogló
- [1042] Danovszky Mária, Gönczi Péterné (1944–1996)[79] tájfutó
- [1043] Danszky József (1937) labdarúgó, sportvezető
- [1044] Danyi Jenő (1955–2020) ökölvívó
- [1045] Danyi Róbert (1977) evezős
- [1046] Darabos Sándor (1914–1992) síelő, síugró, edző
- [1047] Daragó László (1966) atléta, rövidtávfutó, gátfutó
- [1048] Darányi József (1905–1990) atléta, súlylökő
- [1049] Darázs Antal (1946–2005) autóversenyző, motorversenyző
- [1050] Darnyi Tamás (1967) úszó
- [1051] Daróczy Éva (1955) sportrepülő, vitorlázórepülő
- [1052] Darók János (1955) cselgáncsozó
- [1053] Darvas Miklós (1949) kenus
- [1054] Dávid Géza (1932) kenus, edző
- [1055] Dávid Imre (1944) evezős, sportvezető
- [1056] Dávid Katalin (1947) evezős
- [1057] Dávid Kornél (1971) kosárlabdázó
- [1058] Dávid László (1950) röplabdázó, sportvezető
- [1059] Dávid Magdolna, Gesztes Lászlóné (1942) úszó, edző
- [1060] Dávid Piroska, Szepeshelyi Károlyné (1925) síelő, hegymászó
- [1061] Dávid Sándor (1937) sportújságíró, kardvívó
- [1062] Dávid Sándor (1966) vitorlázó
- [1063] Dávid Tamás (1941) cselgáncsozó
- [1064] Deák András (1948) birkózó, edző
- [1065] Deák Éva (1961) kosárlabdázó
- [1066] Deák Ferenc (1922–1998) labdarúgó, edző
- [1067] Deák Ferenc (1942) öttusázó, háromtusázó, edző
- [1068] Deák Ferenc (1966) cselgáncsozó
- [1069] Deák Gábor (1944) sportvezető, politikus
- [1070] Deák Katalin (1963) sportakrobata, edző
- [1071] Deák Horváth Péter (1958) újságíró
- [1072] Debnár Tamás (1971) úszó
- [1073] Debre Viktor (1958) kézilabdázó, edző
- [1074] Debreceni János (1950) sportvezető
- [1075] Debreczeni Anikó (1973) kajakozó
- [1076] Debreczeni Beáta (1973) vízilabdázó
- [1077] Debreczeni Tibor (1946–2023) kerékpárversenyző, edző
- [1078] Debreczeni Zsolt (1953) vízilabdázó
- [1079] Decker László (1923–1998)[80] evezős
- [1080] Décsei Ferenc (1927–2005)[81] sportlövő
- [1081] Dehény Ferenc (1931–2022)[82] atléta, akadályfutó, hosszútávfutó
- [1082] Dékán Rezső (1931–1997) kézilabdázó
- [1083] Dékány Ferenc (1929–2008) labdarúgó, edző, sportvezető
- [1084] Dékány Péter (1956–2000) hegymászó, barlangász
- [1085] Deli Rita (1972) kézilabdázó
- [1086] Delmár Glória, Pallay Miklósné (1930) síelő
- [1087] Delmár Sylvia (1925) síelő
- [1088] Delneky Gábor (1932–2008) kardvívó
- [1089] Dely Péter (1934–2012) sakkozó, edző
- [1090] Deme József (1951) kajakozó, edző
- [1091] Demény László (1953) tőrvívó, edző
- [1092] Demeter György (1957) röplabdázó
- [1093] Demeter János (1964) műkorcsolyázó
- [1094] Demeter József (1962) öttusázó
- [1095] Demeter Vilmos (1954) kosárlabdázó
- [1096] Demkó Emese (1975) ritmikus sportgimnasztikázó
- [1097] Dén Krisztina (1970) ritmikus sportgimnasztikázó
- [1098] Dénes Balázs (1957) párbajtőrvívó, öttusázó
- [1099] Dénes Jenő (1945) sportvezető, állatorvos
- [1100] Dénes Krisztina (1969) kosárlabdázó
- [1101] Dénes Tamás (1963) sportújságíró
- [1102] Dénes Zsuzsanna (1953) gyorskorcsolyázó
- [1103] Dér Ervin (1956–2024) kerékpárversenyző
- [1104] Déri Árpád (1954) öttusázó, edző
- [1105] Déri Emma, Varga Ferencné (1921) kajakozó, atléta
- [1106] Déri Rezső (1923–2014) röplabdaedző
- [1107] Déri Tibor (1957) sportorvos, sportvezető
- [1108] Deseő László (1943) tájfutó, edző, sportvezető
- [1109] Deseő Orsolya (1972) tájfutó
- [1110] Détári Lajos (1963) labdarúgó
- [1111] Detre Szabolcs (1947) vitorlázó, síelő
- [1112] Detre Zsolt (1947) vitorlázó, síelő
- [1113] Deutsch Péter (1968) atléta, magasugró
- [1114] Deutsch Tamás (1969) úszó
- [1115] Dévai János (1940–2006) kerékpárversenyző, edző
- [1116] Dévényi Mária, Petrócziné  (1930) kézilabdázó
- [1117] Dezamits Tibor (1954) ökölvívó
- [1118] Dézsi Mária, Gáspárné  (1962–2013) kosárlabdázó
- [1119] Dienes György (1947) vitorlázó
- [1120] Diliencz György (1952) vitorlázó
- [1121] Dina Károly (1937–2023)[83] síelő, edző
- [1122] Diner Gábor (1914–1991) asztaliteniszező, sportvezető, játékvezető
- [1123] Dinesz Béla (1930–1994) atléta, gyalogló
- [1124] Diósi Pálma (1967–2017)[84] karatéző
- [1125] Diószeghy Fruzsina (1972) evezős
- [1126] Diószeghy Marietta (1969) evezős
- [1127] Diószegi Zsuzsa (1963) tollaslabdázó
- [1128] Disztl László (1962) labdarúgó
- [1129] Disztl Péter (1960) labdarúgó
- [1130] Dobai Gyula (1937–2007) úszó, edző
- [1131] Dobi Antal (1957) kosárlabdázó
- [1132] Dobi Lajos (1955) öttusázó, edző
- [1133] Dobó Lajos (1958) súlyemelő
- [1134] Dobor Dezső (1954–2024) sportújságíró
- [1135] Dobos József (1956) sportorvos
- [1136] Dobos József (1961) sakkozó, edző
- [1137] Dobos Tamás (1967) jégkorongozó
- [1138] Dobosi Erzsébet (1956) tájfutó
- [1139] Dobozy László (1924–2015)[85] sportvezető
- [1140] Dobrócsi Gábor, id. (1958) autómodellező
- [1141] Dobronyi József (1917–1993) atléta, hosszútávfutó, maratoni futó
- [1142] Dobrovits Péter (1940–2017) sportvezető, közgazdász
- [1143] Dobsa Aladár, id. (1931–2016)[86] sportlövő, edző
- [1144] Dobsa Aladár, ifj. (1960) sportlövő
- [1145] Dóczi Éva (1970) atléta, középtávfutó
- [1146] Dóczi István (1965) vízilabdázó, edző
- [1147] Dolesch Iván (1913–1996) vitorlásedző, síelő, kajakozó
- [1148] Doleschall András (1959) sportlövő
- [1149] Dollai Antal Károly (1906–1994) sportvezető, edző
- [1150] Dolp István (1970) gyorskorcsolyázó
- [1151] Dombóvári Sándor (1913–2009) atléta, távolugró, sportvezető
- [1152] Dominek Béla (1937) vitorlázó
- [1153] Domonkos Anna, Szántó Györgyné (1941) evezős, sportvezető, egyetemi docens, főszerkesztő
- [1154] Domonkos Attila (1967) búvárúszó
- [1155] Domschitz József (1962) kajakozó, edző
- [1156] Donáth Ferenc (1954) tornász, edző
- [1157] Doncsecz József (1950) birkózó, edző
- [1158] Dónusz Éva (1967) kajakozó
- [1159] Dóra József (1941) műugró, toronyugró
- [1160] Dóra Tibor (1925–2011)[87] tájfutó
- [1161] Doránt Vilmos (1943-2012) repülőmodellező
- [1162] Dormány Ágnes (1972) ritmikus sportgimnasztikázó
- [1163] Dosek Ágoston (1955) tájfutó, síelő, edző
- [1164] Dosek Ervin (1951) síelő
- [1165] Dosztály János (1920–1998) sportlövő, edző
- [1166] Dovalovszki Márta (1964) tollaslabdázó
- [1167] Dózsa Ferenc (1967) evezős
- [1168] Döbrössy Klára, Jobbágy Jánosné (1925) síelő
- [1169] Döbrössy Tünde (1969) sportlövő
- [1170] Dömény László (1921–2014) műugró[88]
- [1171] Dömölky Lídia, Sákovics Józsefné (1936) tőrvívó, edző, újságíró
- [1172] Dömötör Gyula (1933) kenus
- [1173] Dömötör Zoltán (1935–2019) vízilabdázó, úszó, edző
- [1174] Dörflinger János (1943–2003) síelő
- [1175] Dőry András (1930–2013) ökölvívó, edző[89]
- [1176] Dörnyei Ágoston (1929–1997) atléta, rövidtávfutó
- [1177] Dőry Jenő (1951) sakkozó, sportvezető, szakíró
- [1178] Dragóner Ildikó (1973) tornász, sportakrobata
- [1179] Dragos Ágnes, Csathó Józsefné (1957) kajakozó, edző
- [1180] Dragos Ervin (1931) sportvezető, kenus
- [1181] Dreisziger Miklós (1933–2015) kézilabdaedző
- [1182] Drgács József (1951) vitorlázó, hajóépítő
- [1183] Drommer Helga (1967) atléta, gátfutó
- [1184] Drozdik Erzsébet, Babayné (1947) kézilabdázó
- [1185] Drozdik Tibor (1961) búvárúszó
- [1186] Dubecz József (1950) kézilabdaedző, szakíró
- [1187] Dubovszky István (1959) cselgáncsozó
- [1188] Ducza Anikó, Jánosiné (1942) tornász, edző
- [1189] Dudás Gyula (1950) autóversenyző
- [1190] Dudás István (1971) súlyemelő
- [1191] Dudás Mihály (1943) autóversenyző
- [1192] Dudás Tibor (1961) birkózó, edző
- [1193] Dudics Júlia (1954) tollaslabdázó
- [1194] Dugántsy Anna, Valkay Ferencné (1957) úszó, edző
- [1195] Dulin Jenő (1936) vitorlázó, pszichológus, szakíró
- [1196] Dulin László (1938–2015) vitorlázó, pszichológus
- [1197] Dunai Antal (1943) labdarúgó, edző
- [1198] Dunai Ede (1949) labdarúgó, edző
- [1199] Dunai István (1937–1993) kajakedző
- [1200] Dunai János (1937–2025) labdarúgó, edző, sportvezető
- [1201] Dunai Károly (1931) atléta, hosszútávfutó
- [1202] Dunai Lajos (1942) labdarúgó
- [1203] Dunai Pál (1961) műugró
- [1204] Dunay Pál (1909–1993) párbajtőrvívó, tőrvívó, edző
- [1205] Duró József (1966) labdarúgó
- [1206] Dusa András (1961) autómodellező, hajómodellező
- [1207] Dúzs Miklós (1955) aikidómester
- [1208] Dückstein Andor (1927) sakkozó
- [1209] Dvorák László (1964) birkózó
- [1210] Dvorszky Nándor (1921–2013[90]) motorversenyző, sportvezető, autósport szakíró
- [1211] Dzurják József (1962) labdarúgó
- [1212] Dzvonyár János (1961) úszó, orvos

## E, É
- [1213] Ebedli Zoltán (1953) labdarúgó
- [1214] Ébert Jenő (1946) műkorcsolyázó
- [1215] Eck Tibor (1932–1994) sportvezető
- [1216] Eckel Edit (1954) úszó, edző
- [1217] Eckschmiedt Sándor (1938–2023) atléta, kalapácsvető, pszichológus
- [1218] Ecser Károly (1931–2005) súlyemelő, edző
- [1219] Éder Rita (1959) öttusázó, háromtusázó, tőrvívó, edző
- [1220] Édes András (1948) tollaslabdázó
- [1221] Édes László (1932) sportvezető
- [1222] Egei Tamás (1963) tájfutó
- [1223] Egerszegi Krisztina (1974) úszó
- [1224] Egervári Attila (1968) súlyemelő
- [1225] Egervári István (1945–2001)[91] kézilabdázó, edző
- [1226] Egervári Márta, Magyariné (1956) tornász, edző
- [1227] Egervári Ottó (1948) síelő
- [1228] Egervári Sándor (1950) labdarúgó, edző
- [1229] Egerváry Géza (1933–2009)[92] repülőmodellező, autómodellező
- [1230] Egerváry Márta (1943) úszó, orvos
- [1231] Egresi Béla (1922–1999) labdarúgó
- [1232] Egri Antal (1935) repülőmodellező, sportvezető
- [1233] Egri János (1936) jégkorongozó, edző, újságíró
- [1234] Egri Katalin (1958) síelő
- [1235] Egri Sámuel (1938–2018)[93] kajakozó, edző
- [1236] Egri Zoltán (1942–2013)[94] lovas, sportvezető
- [1237] Egyed Krisztina (1976) gyorskorcsolyázó
- [1238] Egyedi Zoltán (1968) kerékpárversenyző
- [1239] Eiben Mónika (1968) síelő
- [1240] Eichler Katalin, Schadek Ferencné (1950) röplabdázó, edző
- [1241] Eipel Ferenc (1949–2022) labdarúgó, edző
- [1242] Eisenhut Andrea (1971) cselgáncsozó
- [1243] Eisenkrammer Károly Róbert (1969) kerékpárversenyző
- [1244] Eke Andrea (1968) vízilabdázó
- [1245] Eke Beáta (1973) vízilabdázó
- [1246] Ékes Erzsébet (1941) sportorvos
- [1247] Ekker Zsuzsa (1970) evezős
- [1248] Elbert György (1926–2000) sportvezető, sportújságíró
- [1249] Elek Gyula (1932–2012) kézilabdaedző, sportvezető
- [1250] Elekes Béla (1912–?) vitorlázó, sportvezető
- [1251] Elekes Csilla (1964) kézilabdázó, edző
- [1252] Elekes Endre (1968) birkózó
- [1253] Elekes Erzsébet, Hallósy Péterné (1945) kosárlabdázó
- [1254] Elekes Imre (1964) repülőmodellező
- [1255] Elekes Tünde (1963) súlyemelő, atléta, súlylökő
- [1256] Eleőd Anikó, Iglói Lászlóné (1908–2007[95]) síelő
- [1257] Éles József (1969) kézilabdázó
- [1258] Éles Tibor (1956) búvárúszó
- [1259] Éliás Klára (1952) kézilabdázó
- [1260] Éllő Vivien (1974) asztaliteniszező
- [1261] Elmer Miklós (1932) cselgáncsozó, edző, sportvezető
- [1262] Élő Árpád Imre (1903–1992) sakkozó, sportvezető
- [1263] Élő Róbert (1969) tornász
- [1264] Emánuel Antal (1913–1993) síelő, edző
- [1265] Emhő Balázs (1970) hármaspróbázó, edző
- [1266] Emhő Réka (1967) öttusázó, háromtusázó, hármaspróbázó
- [1267] Encsi István (1943) atléta, kalapácsvető, edző
- [1268] Endes Zsolt (1971) tekvandózó
- [1269] Endreffy Lóránd (1944) kajakozó, edző
- [1270] Énekes Árpád (1921–1992) ökölvívóedző
- [1271] Énekes Béla (1963) atléta, középtávfutó
- [1272] Énekes Vilmos (1915–1990) ökölvívó
- [1273] Énekes Zoltán (1965–2018) úszó, újságíró
- [1274] Engi Klára (1967) műkorcsolyázó
- [1275] Englender Tímea (1966) ritmikus sportgimnasztikázó
- [1276] Englert István (1958) tollaslabdázó, edző, sportvezető
- [1277] Engrich Mariann (1964–1996) karatéző, tekvándózó, kickbokszoló
- [1278] Eőri Diana (1970) párbajtőrvívó, öttusázó
- [1279] Eőry Ágnes (1960) búvárúszó
- [1280] Eperjesi László (1928–2000) sportvezető
- [1281] Eperjesi László (1943) történész, muzeológus, sakkozó
- [1282] Eperjesi Miklós (1954) jégkorongozó, edző
- [1283] Erdei János (1919–1997) ökölvívó
- [1284] Erdei Zsolt (1974) ökölvívó
- [1285] Erdélyi Béla (1948) vitorlásedző
- [1286] Erdélyi György (1947–2013)[96] atléta, gerelyhajító, edző
- [1287] Erdélyi Gyula (1961) birkózó, edző
- [1288] Erdélyi István (1944) vitorlázó, edző
- [1289] Erdélyi Péter (1960) tornász, edző
- [1290] Erdélyi Sándor (1954) rögbijátékos, edző, sportvezető
- [1291] Erdődi Ágnes (1961) kajakozó, edző
- [1292] Erdődy Györgyi, Komlós Béláné, Hegymegi Lászlóné (1939) vitorlázó
- [1293] Erdődy László (1930) röplabdázó, edző, sportvezető
- [1294] Erdődy Miklós (1942–2000) cselgáncsozó, edző
- [1295] Erdőháti-Nagy Anett (1975) vízilabdázó
- [1296] Erdős Éva, Lőrinczyné (1964) kézilabdázó, edző
- [1297] Erdős Gábor (1943) párbajtőrvívó, edző, sportvezető
- [1298] Erdős György (1943) síelő, edző
- [1299] Erdős János (1963) kickbokszedző, sportvezető
- [1300] Erdős Márton (1944–2020)[97] birkózó, edző
- [1301] Erdős Sándor (1947) párbajtőrvívó, edző
- [1302] Érfalvy Nóra (1970) ritmikus sportgimnasztikázó
- [1303] Ernst Ágnes, Schillingné (1957–1992) úszó, vízilabdázó, edző
- [1304] Erős Antal (1915–1990) sportvezető
- [1305] Erős Lajos (1964) ökölvívó
- [1306] Érsek István (1968) kosárlabdázó
- [1307] Érsek Zsolt (1966) tőrvívó, edző
- [1308] Escher Alajos (1925–2004) tekéző, edző
- [1309] Esterházy Márton (1956) labdarúgó
- [1310] Eszéki Rezső (1915–1997) kosárlabdázó, kézilabdázó, edző
- [1311] Eszenyi Dénes (1968) labdarúgó
- [1312] Eszes Béla (1946) vitorlázó, edző
- [1313] Eszes Bernadette (1973) vitorlázó
- [1314] Eszlári Zoltán (1949) rádióamatőr
- [1315] Esztergomi Mihály (1912–1993) atléta, maratoni futó

## F
- [1316] Fa Nándor (1953) vitorlázó, hajóépítő
- [1317] Fábián Attila (1969) evezős
- [1318] Fábián Éva (1968) tekvándózó, edző
- [1319] Fábián Gyula (1952) biológus, matematikus
- [1320] Fábián Imre (1966) kerékpárversenyző
- [1321] Fábián István (1946−2024)[98] sportújságíró
- [1322] Fábián István (1955) kajakozó, edző
- [1323] Fábián László (1936–2018) kajakozó, edző
- [1324] Fábián László (1963) öttusázó, vívó
- [1325] Fábián Tibor (1946–2006) labdarúgó
- [1326] Fábián Zsolt (1968) tollaslabdázó
- [1327] Fabó Éva, Deássyné (1967–1994) búvárúszó
- [1328] Fábri Ferenc (1946) levelezési sakkozó
- [1329] Fábry Pál (1934–2007)[99] tájfutó
- [1330] Fagyas Katalin, Böröczkyné (1953–2006)[100] teniszező, edző
- [1331] Faházi János (1942) asztaliteniszező, edző
- [1332] Fajkusz Csaba (1967) tornász
- [1333] Fajt Ágnes, Kistelekiné (1953–2020)[101] ritmikus sportgimnasztikázó, edző
- [1334] Fäller Károly (1951) vitorlázó
- [1335] Faludi Csaba (1961) vízilabdázó
- [1336] Faludi Júlia (1942) asztaliteniszező, edző
- [1337] Faludi Mihály (1933) kézilabdázó, edző
- [1338] Fancsali András (1949–2010)[102] atléta, hosszútávfutó, edző
- [1339] Fancsovits Rita (1963) búvárúszó
- [1340] Fantusz Zsuzsa, Jávor Károlyné (1933) asztaliteniszező
- [1341] Faraga György (1957) cselgáncsozó, edző
- [1342] Faragó Gyöngyi (1964) kosárlabdázó
- [1343] Faragó Iván (1946–2022) sakkozó
- [1344] Faragó József (1966) birkózó
- [1345] Faragó Judit (1961) asztaliteniszező, sportújságíró
- [1346] Faragó Lajos (1932–2019) labdarúgó, edző
- [1347] Faragó Tamás (1952) vízilabdázó, edző
- [1348] Faragó Szabó András (1968) autóversenyző, gokartversenyző
- [1349] Farkas Adél (1964) kosárlabdázó
- [1350] Farkas Ágota (1964) atléta, hosszútávfutó, maratoni futó
- [1351] Farkas András (1954) jégkorongozó
- [1352] Farkas Anna (1959) edző
- [1353] Farkas Anna, Csorvásiné (1964) kosárlabdázó
- [1354] Farkas Árpád (1957) tornász
- [1355] Farkas Attila (1958) kosárlabdázó
- [1356] Farkas Attila (1962) cselgáncsozó
- [1357] Farkas Béla (1928) ökölvívó
- [1358] Farkas Gizella, Fekete Lászlóné, Gervai Andorné, Lantos Mihályné (1925–1996) asztaliteniszező
- [1359] Farkas György (1947) motorcsónak-versenyző
- [1360] Farkas Imre (1935–2020) kenus, edző
- [1361] Farkas Imre (1957) autómodellező
- [1362] Farkas József (1932–1994) kosárlabdaedző
- [1363] Farkas József (1938–2019) röplabdázó, sportfotóművész
- [1364] Farkas József (1952) birkózó
- [1365] Farkas József (1965) jégkorongozó
- [1366] Farkas László, id. (1912–2006)[103] vitorlázó
- [1367] Farkas László, ifj. (1941) vitorlázó
- [1368] Farkas László (1960) síelő
- [1369] Farkas László (1965) kosárlabdázó
- [1370] Farkas Péter (1968) birkózó
- [1371] Farkas Sándor (1961) ökölvívó
- [1372] Farkas Simon (1965) labdarúgó
- [1373] Farkas Tibor (1942) gyeplabdázó, edző
- [1374] Farkas Tibor (1948) atléta, rövidtávfutó, edző
- [1375] Farkas Tibor (1949) autóversenyző, gokartversenyző, edző
- [1376] Farkas Tibor (1957) labdarúgó
- [1377] Farkas Veronika (1974) síelő
- [1378] Farkas Zoltán (1947) kajakedző, politikus
- [1379] Farkas Zoltán (1970) atléta, rúdugró
- [1380] Farkas Zsolt (1966) öttusázó
- [1381] Farmosi István (1935) biológus
- [1382] Farsang Ferenc (1927–2000) labdarúgó, edző
- [1383] Fatér Károly (1940–2020) labdarúgó
- [1384] Fáth András (1941) evezősedző
- [1385] Fáth Ferenc (1958) öttusázó, edző
- [1386] Fazakas Mónika (1964) síelő, sílövő
- [1387] Fazekas Beáta, Oroszné (1959) atléta, távolugró
- [1388] Fazekas Erika, Verébné (1963) atléta, középtávfutó
- [1389] Fazekas Györgyi (1965) asztaliteniszező
- [1390] Fazekas Lajos (1954) öttusázó, sportvezető
- [1391] Fazekas László (1947) labdarúgó, edző
- [1392] Fazekas Mária (1975) asztaliteniszező
- [1393] Fazekas Miklós (1933) atléta, akadályfutó, edző, sportvezető
- [1394] Fazekas Zoltán (1967) vízilabdázó
- [1395] Fecske Tamás (1970) szörföző
- [1396] Fehér András (1954) vízilabdázó, edző
- [1397] Fehér Andrea (1966) tekéző, edző
- [1398] Fehér Anna (1921–1999) tornász, edző
- [1399] Fehér Anna (1958) röplabdázó, edző
- [1400] Fehér Árpád (1931–2005)[104] vitorlázó, edző, sportvezető
- [1401] Fehér Dezső (1922–2020) sportvezető, szakíró
- [1402] Fehér Endre (1929) sportrepülő
- [1403] Fehér Gyula (1959) sakkozó, edző
- [1404] Fehér István (1954–2021) birkózó, edző
- [1405] Fehér József (1953) búvárúszó
- [1406] Fehér Lajos (1954) síelő
- [1407] Fehér László (1968) tekéző
- [1408] Fehér Magda, Fáyné (1944) kosárlabdázó
- [1409] Fehér Mihály (1945–2018) ökölvívó, edző
- [1410] Fehér Mihály (1955) lovas, fogathajtó
- [1411] Fehérvári Vince (1972) kajakozó
- [1412] Feil János (1956–2008)[105] motorcsónak-versenyző
- [1413] Fejér Géza (1945) atléta, diszkoszvető, súlylökő
- [1414] Fejér Zsolt (1931) úszó, edző
- [1415] Fejes Gábor (1947) labdarúgó
- [1416] Fejes István (1950) evezős
- [1417] Fejes János (1940) hajómodellező
- [1418] Fejes Judit (1967) tollaslabdázó
- [1419] Fejes László (1963) röplabdázó, edző
- [1420] Fejes Zoltán (1928–2005) atlétaedző
- [1421] Fekete Antal (1954) evezős
- [1422] Fekete Béla (1947–2015) kézilabdázó, edző
- [1423] Fekete Gábor (1968) kézilabdázó
- [1424] Fekete Győző (1936) biológus
- [1425] Fekete Ildikó (1966) atléta, távolugró, hármasugró
- [1426] Fekete Ilona, Molnár Józsefné (1926) atléta, kosárlabdázó, kézilabdázó
- [1427] Fekete Jenő (1943–2022) tájfutó, edző, szakíró
- [1428] Fekete József (1947) súlyemelő, edző
- [1429] Fekete József (1965) cselgáncsozó
- [1430] Fekete Judit, Hazsik Endréné (1944) röplabdázó, sportvezető, edző
- [1431] Fekete Krisztina (1966) röplabdázó
- [1432] Fekete László (1949) gyeplabdázó
- [1433] Fekete László (1952) súlyemelő, edző
- [1434] Fekete László (1954–2014) labdarúgó
- [1435] Fekete László (1958) erősportoló, sportvezető
- [1436] Fekete Magda, Csécsi Istvánné (1946) síelő
- [1437] Fekete Margit, Fischer Györgyné (1929–2019) kosárlabdázó
- [1438] Fekete Mária, Dávid Imréné (1943) evezős, síelő
- [1439] Fekete Róbert (1968) kézilabdázó
- [1440] Fekete Sándor (1950) atléta, középtávfutó, edző
- [1441] Fekete Szilveszter (1955) vízilabdázó, edző
- [1442] Fekete Viktória, Nikolausz Csabáné (1956) atléta, gerelyhajító, edző
- [1443] Felcsíki Ádám (1945) evezős
- [1444] Feld Géza (1933) cselgáncsozó, edző
- [1445] Feldl József (1926) sportvezető
- [1446] Felföldi Hajnalka (1969) tájfutó
- [1447] Felföldy Sándor (1964) párbajtőrvívó
- [1448] Felhősi Éva (1944) műugró, toronyugró, edző
- [1449] Felkai László (1941–2014) vízilabdázó, edző
- [1450] Fellegvári Teodóra (1966) röplabdázó
- [1451] Feltein István (1934–2014)[106] tekéző, edző
- [1452] Fent Marianne (1953) rádióamatőr, tájfutó
- [1453] Fenyő András (1943–1994) kézilabdázó[11]
- [1454] Fenyő András (1966) evezős
- [1455] Fenyő Kálmán (1971) kézilabdázó
- [1456] Fenyvesi Csaba (1943–2015) párbajtőrvívó, sportvezető, edző
- [1457] Fenyvesi József (1940) labdarúgó
- [1458] Fenyvesi László (1908–1993) labdarúgó, edző
- [1459] Fenyvesi Máté (1933–2022) labdarúgó, állatorvos
- [1460] Fera Attila (1969) gyeplabdázó
- [1461] Ferdinánd Zsolt (1968) teniszező
- [1462] Ferdinandy Géza (1933–2014) öttusázó, edző
- [1463] Ferencz Ágnes (1956) sportlövő
- [1464] Ferenczi Éva, Törökné (1968) tekéző
- [1465] Ferenczi Zsigmond (1937) cselgáncsozó, edző
- [1466] Ferenczy Dóra (1974) evezős
- [1467] Ferjáncz Attila (1946–2016) autóversenyző, edző
- [1468] Fésűs Erzsébet, Vargáné (1967) röplabdázó
- [1469] Fetter György (1963) atléta, rövidtávfutó
- [1470] Ficsor József (1965) atléta, diszkoszvető
- [1471] Ficsor László (1961) evezős, edző
- [1472] Fidel László (1965) kajakozó
- [1473] Filipovics Tamás Milán (1961) röplabdázó, edző
- [1474] Fináczy György (1942) vitorlázó
- [1475] Fintha Gábor (1947) lovas, fogathajtó
- [1476] Fischer László (1962) síelő, síugró
- [1477] Fischer Pál (1966) labdarúgó
- [1478] Fitos József (1959–2022) labdarúgó
- [1479] Fityó István (1967) evezős
- [1480] Flander Erika (1965) tornász
- [1481] Fleck Ferenc (1908–1994) sakkfeladványszerző
- [1482] Fleck Ottó (1934) kézilabdaedző, sportvezető
- [1483] Flóra Péter (1955) jégkorongozó
- [1484] Flóri Miklós (1942) cselgáncsozó, edző, sportvezető
- [1485] Flórián Imre (1944) kajakozó, edző
- [1486] Flórián Tibor (1919–1990) sakkozó, sportvezető, szakíró
- [1487] Flórián Tibor (1938–2008) röplabdázó
- [1488] Fodor Ágnes, Kovácsné (1964) úszó, edző
- [1489] Fodor Ágnes (1971) evezős
- [1490] Fodor Ákos (1954–2022) röplabdázó, edző
- [1491] Fodor Cecília (1957) tájfutó
- [1492] Fodor Emese (1972) súlyemelő
- [1493] Fodor Gábor (1963) tornász, sportakrobata
- [1494] Fodor Gabriella, Bálintné (1968) tekéző
- [1495] Fodor György (1960) autóversenyző, sportvezető
- [1496] Fodor Imre (1963–1999) labdarúgó
- [1497] Fodor István (1937) levelezési sakkozó, szakíró
- [1498] Fodor István (1963) karatéző, kickbokszoló
- [1499] Fodor János (1960) kézilabdázó
- [1500] Fodor Judit (1952) úszó
- [1501] Fodor Katalin (1957) kosárlabdázó
- [1502] Fodor Klára (1954) teniszező, edző
- [1503] Fodor Mária (1958) búvárúszó
- [1504] Fodor Mihály (1950) birkózó, edző
- [1505] Fodor Mihály (1960) búvárúszó
- [1506] Fodor Rajmund (1976) vízilabdázó
- [1507] Fogarasi Dénes (1962) cselgáncsozó
- [1508] Fogl Csaba (1968) röplabdázó
- [1509] Fogta Frigyes (1956) autóversenyző
- [1510] Fok Imre (1932) evezős, edző
- [1511] Foltán László (1953) kenus, edző
- [1512] Forgács Gyula (1955) öttusázó, háromtusázó
- [1513] Forgács Judit (1959) atléta, rövidtávfutó, edző
- [1514] Forgó Éva, Horváthné (1966) sakkozó
- [1515] Fórián Csilla, Gondáné (1969) tollaslabdázó
- [1516] Fórián Éva, Hammerl Lászlóné (1960) sportlövő, edző
- [1517] Fórián Sándor (1950) atléta, gyalogló, edző
- [1518] Forintos Győző (1935–2018) sakkozó, edző, sportvezető
- [1519] Forman József (1965) röplabdaedző
- [1520] Forrai Csaba (1970) hajómodellező
- [1521] Forrai István (1937) hajómodellező
- [1522] Forster László (1954) vitorlázó
- [1523] Földeák Árpád (1917–2004)[107] sakkfeladványszerző, sportvezető, szakíró
- [1524] Földényi Annamária (1978) teniszező
- [1525] Földényi János (1942) szakordító, bibliográfus, szerkesztő
- [1526] Földessy Ödön (1929–2020) atléta, távolugró
- [1527] Földi Béla (1959) gyeplabdázó
- [1528] Földi Csilla (1968) súlyemelő
- [1529] Földi Imre (1938–2017) súlyemelő, edző
- [1530] Földi József (1933–2011)[108] sakkozó, szakíró, edző
- [1531] Földi László (1937) öttusázó, edző
- [1532] Földi László (1960) vízilabdázó, edző
- [1533] Földvári Péter (1970) búvárúszó
- [1534] Földy Katalin (1968) tornász
- [1535] Földy László (1934–2015) asztaliteniszező
- [1536] Förstner Klára, Bejek Gézáné (1942) tornász, edző
- [1537] Frank Béla (1955) asztaliteniszező
- [1538] Frank Mária, Renn Oszkárné (1943–1992) úszó
- [1539] Fráter Viktória (1977) ritmikus sportgimnasztikázó
- [1540] Frenkl Róbert (1934–2010) sportorvos, sportvezető, vallási vezető
- [1541] Frey Oszkár (1953) kenus
- [1542] Fridenzi Éva (1951) teniszező, edző
- [1543] Friedmanszky Zoltán (1934–2022) labdarúgó, edző
- [1544] Friedrich Vilmos (1946) tájfutó
- [1545] Frigyes Ernő (1923–2000) repülőmodellező, sportvezető
- [1546] Fritzsch Zsuzsa, Gyerő Csabáné (1946) ritmikus sportgimnasztikázó, edző
- [1547] Frohner Ilona (1951) evezős
- [1548] Fröhlich Péter (1948) kardvívó, edző
- [1549] Fundák György (1953) vitorlázó, edző
- [1550] Furár István (1965) súlyemelő
- [1551] Furkó Kálmán (1947–2021) karatéző, sportvezető
- [1552] Furmen Imre (1933–2021) kerékpárversenyző
- [1553] Futó József (1935–2016)[109] síelő, edző, sportvezető
- [1554] Füle Antal (1966–2020) labdarúgó
- [1555] Füle Gábor (1950) sportújságíró, szerkesztő
- [1556] Füleky András (1953) sportvezető, úszó
- [1557] Fülöp Béla (1928) tekéző, sportvezető, játékvezető
- [1558] Fülöp István (1948) sportvezető
- [1559] Fülöp István (1955) asztalitenisz-edző
- [1560] Fülöp Mihály (1936–2006) tőrvívó, edző
- [1561] Fülöp Sándor, id. (1942) lovas, fogathajtó, díjugrató
- [1562] Füredi Gábor (1944) tőrvívó
- [1563] Füredi Gyula (1954) vitorlázó
- [1564] Fürst Judit, Tomborné (1954) sportvezető, sportorvos
- [1565] Fürstner Klára (1971) síelő
- [1566] Füstér Géza (1910–1990) sakkozó
- [1567] Füzér István (1934) sportakrobata, edző
- [1568] Füzes Gyula (1947–2019) kézilabdázó, edző
- [1569] Füzesi Ferenc (1960–2020) kézilabdázó, edző
- [1570] Füzesi József (1964) jégkorongozó
- [1571] Füzesi Tibor (1970) búvárúszó
- [1572] Füzesséry Gyula (1925) kajakedző, szakíró
- [1573] Füzesy Zoltán, id. (1936–2016) ökölvívó, edző, sportvezető, szakíró
- [1574] Füzesy Zoltán, ifj (1961) ökölvívó

## G, Gy
- [1575] Gaál Borbála (1961) síelő
- [1576] Gaál Ferenc (1921–1991) motorversenyző
- [1577] Gaál Károly (1954) birkózó
- [1578] Gaál Pál (1944) autóversenyző
- [1579] Gabonyi Erika, Szombathelyiné (1961) tornász, edző, sportvezető
- [1580] Gábor András (1954) kerékpárversenyző, edző
- [1581] Gábor Áron (1957) cselgáncsozó, edző
- [1582] Gábor Csilla (1980) evezős
- [1583] Gábor Geraldine (1975) evezős
- [1584] Gábor László (1948) cselgáncsozó, edző
- [1585] Gábor Magdolna (1966) súlyemelő
- [1586] Gábor Tamás (1932–2007) párbajtőrvívó
- [1587] Gáborjáni Szabó Gábor (1961) vitorlázó
- [1588] Gagyi Endre, Etédi Endre (1943–2022)[110] atléta, rúdugró, edző
- [1589] Gágyor Gábor (1967) műkorcsolyázó
- [1590] Gágyor Vera (1948) úszó
- [1591] Gajárszki Imre (1941) rádióamatőr, sportvezető
- [1592] Gajdán Marianna (1958) kosárlabdázó
- [1593] Gajdos Ágnes, Hubai Gyuláné (1948–2014) röplabdázó, edző
- [1594] Gál Angyal (1962) tőrvívó
- [1595] Gál Ferenc (1968) evezős
- [1596] Gál Gyula (1955) vízilabdázó
- [1597] Gál Henrik (1947) birkózó, edző
- [1598] Gál István (1949) vitorlázó, szörföző
- [1599] Gál István (1952) autóversenyző
- [1600] Gál József (1918–2003) birkózó
- [1601] Gál József (1955) vitorlázó, hajóépítő
- [1602] Gál Krisztina (1967) asztaliteniszező
- [1603] Gál László (1954) autómodellező
- [1604] Gál Mária, Csorba Györgyné, Széles Andorné (1945-2014[111]) röplabdázó, edző
- [1605] Gál Sándor (1967) evezős
- [1606] Gál Tibor (1931) sportvezető
- [1607] Gál Tibor (1937) síelő
- [1608] Galamb Dezső (1964) evezős
- [1609] Galamb István (1949–2011) kosárlabdázó, edző
- [1610] Galambos Márton (1940–1995) cselgáncsozó
- [1611] Galambos Péter (1953) sportvezető, kickbokszedző
- [1612] Galambos Tibor (1918) úszó, edző
- [1613] Galántha György (1955) vitorlázó
- [1614] Galbács Judit, Szőke Tiborné (1966) síelő
- [1615] Galcsik György (1939) sportlövő, edző
- [1616] Gálffy Andrea, Váraljainé (1962) ritmikus sportgimnasztikázó
- [1617] Galgóczy Tamás (1936–2020)[112] vitorlázó, edző
- [1618] Gálhidi Zsuzsa, Fodor Tamásné, Vadászné (1957) röplabdázó, edző
- [1619] Gáli István (1943–2020) ökölvívó
- [1620] Gáll Mária (1950) tornász, edző
- [1621] Gáll Tamás (1969) kosárlabdázó
- [1622] Gáll Tibor (1971) úszó
- [1623] Galla Ferenc (1929–2018)[113] cselgáncsozó, edző, szakíró
- [1624] Gállos Éva, Felkai Lászlóné (1942) kajakedző
- [1625] Gallov Rezső (1936) sportvezető, újságíró, vízilabdázó
- [1626] Gallovits László (1966) síelő
- [1627] Gallyas Tímea (1970) búvárúszó
- [1628] Gálos László (1933–2020)[114] röplabdázó, edző, sportvezető
- [1629] Gálos Péter (1970) ejtőernyős
- [1630] Gangli Éva, Heroldné (1938) síelő
- [1631] Gangli János (1937) síelő
- [1632] Garaba Imre (1958) labdarúgó, edző
- [1633] Garai Gabriella, Drajkó Imréné (1961) tekéző
- [1634] Garami József (1939–2025) labdarúgóedző
- [1635] Garamvölgyi Mátyás (1944) röplabdaedző
- [1636] Garay Karin (1970) síelő
- [1637] Garay László (1922–2000)[115] tájfutó
- [1638] Garay Sándor (1920–2006)[116] atléta, középtávfutó, edző
- [1639] Garbás Gusztáv (1930) tekéző, edző
- [1640] Garbera Barnabás (1923) síelő
- [1641] Gárdonyi Zoltán (1939–2019)[117] tájfutó
- [1642] Gárdos Krisztián (1975) asztaliteniszező
- [1643] Gárdos Magdolna, Neufeld Ervinné (1905–1990)
- [1644] Gáspár Ágnes (1963) evezős, edző
- [1645] Gáspár Árpád (1961) vízilabdázó
- [1646] Gáspár Csilla (1968) tornász, edző
- [1647] Gáspár József (1955) labdarúgó, edző
- [1648] Gáspár László (1953) aikidóedző
- [1649] Gáspár Olivér (1973) sportlövő
- [1650] Gáspár Tamás (1960) birkózó, edző, sportvezető
- [1651] Gasparik Lajos (1966) autómodellező
- [1652] Gass István (1952) labdarúgó, újságíró, edző
- [1653] Gát Klára (1965) kézilabdázó
- [1654] Gátai Róbert (1964) tőrvívó
- [1655] Gáti Ferenc (1919–1997)[118] sportvezető
- [1656] Gazdag Zsuzsa (1964) atléta, rövidtávfutó, gátfutó
- [1657] Gazdig Gyula (1943) síelő
- [1658] Gazsi Ildikó (1963) asztaliteniszező
- [1659] Geblusek Irén (1944) tollaslabdázó
- [1660] Gécsek Tibor (1964) atléta, kalapácsvető
- [1661] Géczi Anikó (1966) kézilabdázó
- [1662] Géczi Erika (1959) kajakozó, edző, popénekes
- [1663] Géczi Gábor (1968) jégkorongozó
- [1664] Géczi István (1944–2018) labdarúgó, edző
- [1665] Géczi Tibor (1965) síelő, sílövő
- [1666] Geczkó Sándor (1935–1990) cselgáncsozó, edző, sportvezető
- [1667] Gecző Mária, Tarnai Sándorné (1941) síelő
- [1668] Gedeon Imre (1947) kosárlabdázó, edző
- [1669] Gedó György (1949) ökölvívó, edző
- [1670] Gedővári Imre (1951–2014) kardvívó, sportvezető
- [1671] Gehl Andor (1926) síelő, sportvezető
- [1672] Geiszhauer Éva (1951) kosárlabdázó
- [1673] Gelei József (1938) labdarúgó, edző
- [1674] Gelencsér Emese (1969) sportlövő
- [1675] Gelencsér Imre (1960) cselgáncsozó
- [1676] Gelénesi Nándor (1973) birkózó
- [1677] Geleta Károly (1950) öttusázó, edző
- [1678] Gellei Emőke (1956) síelő
- [1679] Gellei Imre (1950) labdarúgóedző
- [1680] Gellér Gábor (1958) síelő, síugró
- [1681] Gellér László (1944) síelő, síugró
- [1682] Gellér Mihály (1947–2024) síelő, síugró
- [1683] Gellér Sándor, id. (1925–1996)
- [1684] Gellér Sándor, ifj. (1947) kosárlabdázó, edző
- [1685] Gellért Miklós (1954) kardvívó
- [1686] Gelley Antal (1950) evezős
- [1687] Gelley István (1954) párbajtőrvívó, edző
- [1688] Gémes Ferenc (1933) atléta, középtávfutó, szuper-hosszútávfutó
- [1689] Gémesi György (1956) kardvívó, sportorvos, politikus
- [1690] Geosits Beatrix, Kiss Györgyné (1968) tájfutó
- [1691] Géra Imre (1947) kerékpárversenyző
- [1692] Gerber László (1952) tornaedző
- [1693] Gereben Gábor (1947) vitorlázó
- [1694] Gerencsér Ildikó (1970) ritmikus sportgimnasztikázó, edző
- [1695] Gerencsér Tibor (1951) autóversenyző
- [1696] Gerencsér Zsuzsa (1962) kosárlabdázó
- [1697] Gerendás György (1954) vízilabdázó, úszó, edző
- [1698] Gerevich Aladár (1910–1991) kardvívó, edző
- [1699] Gerevich Pál (1948) kardvívó, edző
- [1700] Gergely András (1916–2008) jégkorongozó
- [1701] Gergely Gábor (1953) asztaliteniszező, újságíró
- [1702] Gerlach Ágnes (1968) műugró
- [1703] Gerlach István (1941) műugró, edző
- [1704] Gerlach István Zsolt (1976) műugró
- [1705] Gerlach József (1938) műugró
- [1706] Gerő András (1951) vitorlázó, szörföző
- [1707] Gerstenbrein Tibor (1955) atléta, magasugró, edző
- [1708] Gerstenmayer Helga (1963) kézilabdázó
- [1709] Giba Mária, Takácsné (1943) kézilabdázó
- [1710] Gibicsár István (1957) atléta, magasugró
- [1711] Giczi Miklós (1960) kézilabdaedző
- [1712] Giczy Csaba (1945) kajakozó, edző
- [1713] Gilicz István (1934–1993) labdarúgó
- [1714] Ginczinger Edit, Mityókné (1964) búvárúszó
- [1715] Gindert Erzsébet (1959) tollaslabdázó, edző
- [1716] Gindl László (1965) kajakozó, edző
- [1717] Girtl József (1940) síelő, sílövő
- [1718] Gláser Zsuzsa (1958) tollaslabdázó
- [1719] Glatt Gábor (1952) sakkozó, levelezési sakkozó
- [1720] Glatz Árpád (1939–2000) kosárlabdázó, edző, iparművész
- [1721] Glázer Róbert (1950) labdarúgó, edző
- [1722] Glózik János (1963) röplabdázó
- [1723] Glück Péter (1952) ökölvívó
- [1724] Glückmann Pál (1959) súlyemelő, edző
- [1725] Gnyálin István (1954) karatéző, kickbokszoló, edző
- [1726] Góczán Gábor (1958) kosárlabdázó
- [1727] Gódor Mária (1935) röplabdázó
- [1728] Gogolák László (1948) jégkorongozó
- [1729] Golács Miklós (1953) atléta, hosszútávfutó
- [1730] Góliás Róbert (1928–1993) sportvezető
- [1731] Gombai Katalin, Fehér Zoltánné (1961) kézilabdázó
- [1732] Gombás Judit, Száday Lászlóné (1943) sakkozó
- [1733] Gombkötő Péter (1944) tájfutó, edző
- [1734] Gombocz János (1944) sportpedagógus
- [1735] Gombos Károly (1954) sportlövő, edző
- [1736] Gombos László (1961) sportlövő, edző
- [1737] Gombos Zsolt (1968) birkózó
- [1738] Gonda Viktor (1941) birkózó, edző
- [1739] Gondos Tibor (1928–2021) labdarúgó
- [1740] Goór István (1927–2001) vízilabdázó, edző
- [1741] Gorencz Hedvig, Francsicsné (1926–1998) kézilabdázó, edző, sportvezető
- [1742] Gorodi László (1912–1996) sportorvos
- [1743] Goszleth Béla Gusztáv (1917) jégkorongozó, gyeplabdázó
- [1744] Goszleth Marietta (1941) evezős
- [1745] Goszleth Tibor (1911–1994) evezős
- [1746] Gosztola István (1951) levelezési sakkozó
- [1747] Gosztola Tibor (1961) sportlövő
- [1748] Gosztonyi András (1933) vitorlázó, edző
- [1749] Góts Károly (1959) kajakozó
- [1750] Gótzy Antal (1955) síelő
- [1751] Göbölös Ibolya, Suller Lászlóné (1954) sportlövő
- [1752] Göltl Béla (1937) labdarúgóedző
- [1753] Gömöri Ottó (1962) labdarúgó
- [1754] Gömöry Pál (1936–2021)[119] vitorlázó
- [1755] Gönczi Judit (1972) síelő
- [1756] Göncz Ildikó (1968) síelő, sílövő
- [1757] Gönczi Andrea (1966) tollaslabdázó
- [1758] Gönczi Anna Mária, Csanádi Attiláné (1959) sportlövő
- [1759] Gönczi Ferenc (1935–2009) sportlövő, edző
- [1760] Gönczi János (1968) karatéző, kickbokszoló
- [1761] Gönczi László (1956) autóversenyző
- [1762] Gönczi Róbert (1959–2000) ökölvívó
- [1763] Gönczi Vera (1969) síelő
- [1764] Gönczöl László (1938–2020) szakíró
- [1765] Görgényi András (1953) gyorskorcsolyázó, edző
- [1766] Görgényi István (1946) vízilabdázó, edző, újságíró
- [1767] Görgey Anna (1965) síelő, edző
- [1768] Görheny Gábor (1967) öttusázó, háromtusázó
- [1769] Göri István (1938) atléta, gyalogló
- [1770] Görkói János (1916–2011) atléta, rövidtávfutó
- [1771] Göröcs János (1939–2020) labdarúgó, edző
- [1772] Göttler Vilmos (1951) lovas, díjugrató
- [1773] Grábics Mónika (1976) sakkozó
- [1774] Gráczol Ágnes (1950) teniszező
- [1775] Grampsch Ágota, Kovácsné (1960) tekéző, edző
- [1776] Grandpierre Csaba (1953–1993) atléta, gyalogló
- [1777] Grániz Éva (1966) cselgáncsozó, sportgyúró
- [1778] Gregor József (1963) labdarúgó
- [1779] Greminger János (1929–2009) kosárlabdázó, sportvezető
- [1780] Gresa Lajos (1948) atléta, rövidtávfutó
- [1781] Grónai Alfonz (1929–2011)[120] sportvezető
- [1782] Grosch Mária (1954) sakkozó
- [1783] Grosics Gyula (1926–2014) labdarúgó, edző, sportvezető
- [1784] Grószpéter Attila (1960) sakkozó
- [1785] Grózer Anna, Királyné (1969–2023) röplabdázó
- [1786] Grózer György (1964) röplabdázó
- [1787] Grózner István (1955) lovas, lovastusázó
- [1788] Gruber György (1954) sportlövő
- [1789] Guba Tibor (1962) sportrepülő, siklóernyőző
- [1790] Gubacsi Gábor (1944) síelő
- [1791] Gubacsi Ilona, Sumicsné (1947) síelő
- [1792] Gubányi Ernő (1950–2023) kézilabdázó
- [1793] Guczoghy György (1962) tornász, edző
- [1794] Gujdár Sándor (1951) labdarúgó
- [1795] Gula László (1944) ökölvívó
- [1796] Gulácsi Alexandra (1975) ritmikus sportgimnasztikázó
- [1797] Gulácsi Ferenc (1954) kardvívó, edző
- [1798] Gulácsy Mária, Jármy Miklósné (1941–2015) tőrvívó, sportvezető
- [1799] Gulrich József (1942–2000) úszó
- [1800] Gulyás Ákos (1941) úszó
- [1801] Gulyás Géza (1931–2014) labdarúgó, edző
- [1802] Gulyás György (1965) sportrepülő, vitorlázórepülő
- [1803] Gulyás Ildikó, Gellér Sándorné (1960) kosárlabdázó
- [1804] Gulyás István, id. (1931–2000) teniszező, edző, sportvezető
- [1805] Gulyás István, ifj. (1963) teniszező, edző
- [1806] Gulyás István (1965) birkózó, edző
- [1807] Gulyás István (1968) kézilabdázó
- [1808] Gulyás János (1959) úszó, edző
- [1809] Gulyás Klára (1965) úszó
- [1810] Gulyás László (1950) sportújságíró
- [1811] Guóth Árpád (1952) kosárlabdázó, edző
- [1812] Guóth Iván (1930–2020)[121] kosárlabdázó, edző, sportvezető
- [1813] Gurics György (1929–2013) birkózó
- [1814] Gurisatti Gyula (1966) búvárúszó
- [1815] Gurovits József (1928–2021) kajakozó
- [1816] Gurszky Lujza, Honfi Károlyné (1933–2010) sakkozó
- [1817] Gutman József (1936–2016) birkózó, edző, sportvezető
- [1818] Gündisch Gusztáv (1955) autóversenyző
- [1819] Güttler Károly (1968) úszó
- [1820] Gyalog László (1949) tájfutó, edző
- [1821] Gyáni János (1959) cselgáncsozó
- [1822] Gyárfás Tamás (1949) sportújságíró, szerkesztő, sportvezető
- [1823] Gyarmati Andrea (1954) úszó
- [1824] Gyarmati Béla (1942) tőrvívó, edző
- [1825] Gyarmati Dezső (1927–2013) vízilabdázó, edző, politikus
- [1826] Gyarmati Olga, Várkonyi Istvánné, Aczél Tamásné (1924–2013) atléta, távolugró, ötpróbázó
- [1827] Gyebnár Ferenc (1934) cselgáncsozó, aikidomester
- [1828] Gyémánt Imre (1940) búvárúszó, edző, úszóedző
- [1829] Gyenes J. András (1948–2022) sportújságíró, sportvezető
- [1830] Gyenese Ágnes (1965) búvárúszó
- [1831] Gyenesei Anita (1972) ritmikus sportgimnasztikázó
- [1832] Gyenesei István (1948) sportvezető, politikus
- [1833] Gyenge József (1934) sportvezető, edző
- [1834] Gyenge Valéria, Garai Jánosné (1933) úszó, edző, fotóművész
- [1835] Gyenis Zoltán (1957) tájfutó
- [1836] Gyenti László (1965) labdarúgó
- [1837] Gyergyák Magda, Utassy Sándorné (1933–2003) úszó, edző
- [1838] Gyerő Csaba (1942) vízilabdázó, edző
- [1839] Gyetvai Antal (1950) motorcsónak-versenyző
- [1840] Gyetvai Elemér (1927–1993) asztaliteniszező, edző, sportvezető
- [1841] Gyetvai György (1940) atlétaedző
- [1842] Gyetvai László (1918–2013) labdarúgó
- [1843] Gyimes Edit (1934) kosárlabdázó, edző
- [1844] Gyimesi János, id. (1913–1993) kosárlabdázó, edző
- [1845] Gyimesi János, ifj. (1942) kosárlabdaedző
- [1846] Gyimesi László (1957) labdarúgó
- [1847] Gyimesi Valéria (1955) evezős
- [1848] Gyors Róbert (1961) búvárúszó
- [1849] Gyovai Gertrúd (1961) atléta, gátfutó
- [1850] Gyöngyösi András (1968) vízilabdázó, edző
- [1851] Gyöngyösi László (1927) úszó
- [1852] Gyönyörű József (1925–?) sportlövő, edző
- [1853] Győrffy Gabriella (1967) tájfutó
- [1854] Győrffy Katalin (1957) tőrvívó
- [1855] Győrffy Sándor (1966) kézilabdázó, edző
- [1856] Győrfi Endre (1920–1992) vízilabdázó
- [1857] György Anna, Topáné (1962) kézilabdázó
- [1858] Györgyi-Szabó Kinga (1964) röplabdázó, edző
- [1859] Győri Attila (1957) röplabdázó, edző
- [1860] Győrik Csaba (1967) sportlövő
- [1861] Györkös Lajos (1958) sakkozó
- [1862] Győrvári Györgyi, Őri Péterné (1955) kézilabdázó
- [1863] Győry Edit, Majtényi Edit (1939) tájfutó, matematikus, informatikus
- [1864] Gyulai Éva (1975) ritmikus sportgimnasztikázó
- [1865] Gyulai István (1943–2006) atléta, újságíró, sportvezető
- [1866] Gyulai István (1966) kenus
- [1867] Gyulai Mihály (1953–1994) birkózó, edző
- [1868] Gyulay Katalin (1966) kajakozó
- [1869] Gyulay Zsolt (1964) kajakozó
- [1870] Gyurasits István (1946–2012) kosárlabdázó, edző, sportvezető
- [1871] Gyurászik László (1960) motorversenyző, edző
- [1872] Gyurcsányi László (1962) röplabdázó
- [1873] Gyuricza István (1913) atléta, távolugró
- [1874] Gyuricza József (1934–2020) tőrvívó, kardvívó, edző
- [1875] Gyuris Aladár (1925–1999) síelő
- [1876] Gyurka János (1962) kézilabdázó
- [1877] Gyurkó László (1951) tájfutó, síelő, sílövő
- [1878] Gyuró László (1940) cselgáncsozó, edző
- [1879] Gyúró Mónika (1969–2024) úszó
- [1880] Gyursánszky Gábor (1965) kenus

## H
- [1881] Haag Ervin (1933–2018) sakkozó, levelezési sakkozó, szakíró
- [1882] Haán András (1946–2021) vitorlázó, kosárlabdázó
- [1883] Haász Katalin (1966) műugró, edző
- [1884] Haász Sándor (1945) labdarúgóedző, sportvezető
- [1885] Háberl Aladár (1898–1990) síugró
- [1886] Habony Ferenc (1945) kerékpárversenyző
- [1887] Hada Ferenc (1948) vitorlázó
- [1888] Háda József (1911–1994) labdarúgó
- [1889] Haentjens Henrietta, Hambalgó Istvánné (1921) evezős
- [1890] Haffner István (1942) vitorlázó, sportvezető
- [1891] Hagya István (1932) atléta, magasugró
- [1892] Hagymási Lajos (1958) motorversenyző
- [1893] Hajba Antal (1938–2017) kenus, edző
- [1894] Hajdú Gyula (1957) kenus
- [1895] Hajdú János (1953) kézilabdaedző
- [1896] Hajdú József (1946–2023) labdarúgó, edző
- [1897] Hajdú Klára (1961) kézilabdázó
- [1898] Hajdú Lajos (1946) atléta, rövidtávfutó, edző
- [1899] Hajdú Martin (1970) tájfutó, síelő
- [1900] Hajdú Tünde (1961) kézilabdázó, edző
- [1901] Hajdú Zoltán (1960) evezős
- [1902] Hajdú Zoltán (1961) motorversenyző, edző
- [1903] Hajkusz Péter (1942) autómodellező
- [1904] Hajnal Attila (1954–2023) műugró, edző
- [1905] Hajós Gyula (1953) hosszútávfutó
- [1906] Hajós Ilona, Stieber Lajosné, Randé Jenőné (1926) kosárlabdázó
- [1907] Hajós Mária, Ihász Gáborné, Ihász Mária (1953) kézilabdázó
- [1908] Hajszán Gyula (1961) labdarúgó
- [1909] Hajtós Bertalan (1965) cselgáncsozó
- [1910] Hajtun József (1924) sportvezető, újságíró, sakkszakíró
- [1911] Hajzer János (1951) jégkorongozó
- [1912] Hajzer Judit (1952) tőrvívó, sportvezető
- [1913] Hajzer Tibor (1954) jégkorongozó, edző
- [1914] Halápi István (1939–1993) labdarúgó
- [1915] Halasi Tamás (1955) sportorvos
- [1916] Halász Antal (1935) sportvezető
- [1917] Halász István (1951–2016) labdarúgó
- [1918] Halász István (1965) súlyemelő
- [1919] Halász János (1929–2017) kosárlabdázó
- [1920] Halász Judit (1968) kosárlabdázó
- [1921] Halász László (1959) kerékpárversenyző, edző
- [1922] Halász László (1964) sportrepülő, vitorlázórepülő
- [1923] Halász Mariann (1955) evezős
- [1924] Halász Tamás (1957) sakkozó, edző, sportvezető
- [1925] Halász Zoltán (1960–2022)[122] kerékpárversenyző, edző
- [1926] Haller Henrietta (1977) ritmikus sportgimnasztikázó
- [1927] Halm Roland (1969) kosárlabdázó
- [1928] Halmai Gábor (1972) labdarúgó
- [1929] Halmay Zoltán, ifj. (1910–?) jégkorongozó
- [1930] Halmos Imre (1930–2018) teniszező, kézilabdázó, szakíró
- [1931] Halmos István (1946) kosárlabdázó, edző
- [1932] Halmosi Zoltán (1947–2025) labdarúgó, edző, sportvezető
- [1933] Hamar István (1970) labdarúgó
- [1934] Hamar Zsigmond (1932) motorversenyző
- [1935] Hamikus József (1933) gyeplabdázó, edző
- [1936] Hammang Ferenc (1944) kardvívó, sportvezető, edző
- [1937] Hammerl László (1942–2024) sportlövő, edző
- [1938] Hámori Andrea, Szabó Andrea, Farkas Andrea (1956) műugró
- [1939] Hámori Ferenc (1972) labdarúgó
- [1940] Hámori Ilona, Hricsovinyi Pálné (1929–2001) kézilabdázó
- [1941] Hámori Jenő (1933) kardvívó
- [1942] Hámori Miklós (1952) vízilabdázó
- [1943] Hámori Tamás (1944–2021) sportvezető
- [1944] Hámori Tibor (1931–2013) újságíró, asztaliteniszező
- [1945] Hámos Imre (1933) súlyemelő, edző
- [1946] Hampel Antal (1924) vitorlázó
- [1947] Hamvas Ágnes, Haide Istvánné (1946) íjász, edző
- [1948] Hamvas Imre (1914–1998) vitorlázó, edző, szakíró
- [1949] Hamvas László (1930) motorcsónak-versenyző
- [1950] Hamza István (1944) tornaedző
- [1951] Hanák Bea (1966) teniszező, edző
- [1952] Handel György (1959–2021) labdarúgó
- [1953] Handl József (1952) evezős, edző
- [1954] Hang Györgyi (1965) kézilabdázó
- [1955] Hangay Gábor (1961) evezős
- [1956] Hangyási László (1956) cselgáncsozó, edző
- [1957] Hankó György (1935–2016) tekéző, edző
- [1958] Hankó Zsuzsa, Sallai Mátyásné (1962) tekéző
- [1959] Hannich Péter (1957) labdarúgó
- [1960] Hanti Erzsébet (1964) tornász
- [1961] Hanzély Ákos (1969) öttusázó, edző
- [1962] Hanzlik János (1943) súlyemelő, edző
- [1963] Haranghy Csaba (1963) vitorlázó
- [1964] Harangi Petra (1977) hármaspróbázó
- [1965] Harangi Sándor (1945–2014) asztaliteniszező
- [1966] Harangvölgyi András (1920–2010)[123] síelő, motorversenyző, edző
- [1967] Harcsár István (1943) asztaliteniszező, edző, sportvezető
- [1968] Harczi Zsolt (1967) asztaliteniszező
- [1969] Hargitai János (1953) lovas, díjugrató, edző
- [1970] Hargitay András (1956) úszó, edző, sportvezető
- [1971] Hargitay Tünde (1950) levelezési sakkozó
- [1972] Haris Ferenc (1937–1996) kosárlabdázó, edző
- [1973] Harka László (1945) kézilabdázó, edző
- [1974] Harkai Győző (1935) kézilabdázó, edző
- [1975] Harkányi Ádám (1957) tájfutó
- [1976] Harle Tamás (1960) sportújságíró, szerkesztő
- [1977] Harmat László (1947) tekvandózó, sportvezető, gitárművész
- [1978] Harmath Zoltán (1927–2009)[124] evezős, sportvezető
- [1979] Harmati Árpád (1963) motorversenyző
- [1980] Harsági Andrea (1971) tollaslabdázó
- [1981] Harsányi László (1936–2010)[125] atlétaedző, sportvezető, szakíró
- [1982] Harsányi László (1951) labdarúgó
- [1983] Hársfai Lajos (1958) motorversenyző
- [1984] Hárshegyi János (1946) sportvezető, újságíró, edző
- [1985] Hart Péter (1967) ökölvívó
- [1986] Hartai Katalin (1963) atléta, gerelyhajító
- [1987] Hasszán Gyula (1936–2001) cselgáncsozó
- [1988] Hasznos István, id. (1924–1998) vízilabdázó, hosszútávúszó, edző
- [1989] Hasznos István, ifj. (1959) vízilabdázó, edző
- [1990] Hatfaludy Zsófia, Boros Zoltánné (1948) biokémikus, gyógyszerész
- [1991] Hatyka Varga Attila (1954) vitorlázó
- [1992] Hauszler Károly (1952–2023) vízilabdázó, edző
- [1993] Havas Endre (1945) síelő
- [1994] Havas Endre Csaba (1966) atléta, rövidtávfutó
- [1995] Havas Judit, Szabó Jánosné (1948) atléta, rövidtávfutó
- [1996] Havasi Imre (1939) cselgáncsozó
- [1997] Havasi István (1930–2003) atléta, gyalogló
- [1998] Havasi Sándor (1941–2005) labdarúgó, edző
- [1999] Havay Sándor (1926–2004) sportvezető, sportlövőedző, szakíró
- [2000] Hável Ernőné, Szép Lujza (1921) tekéző
- [2001] Havrán Péter (1951–2003) jégkorongozó, edző
- [2002] Hazai Balázs (1947–1993)[126] atléta, akadályfutó
- [2003] Hazai Kálmán (1912–1996) vízilabdázó, úszó, edző
- [2004] Hazai László (1953) sakkozó
- [2005] Házi József (1953) autóversenyző
- [2006] Házi Zsuzsa (1969) evezős
- [2007] Hazsik Endre (1941) kajakozó, edző
- [2008] Heckenast Péter (1952) vitorlázó
- [2009] Hecker Gerhart (1933–2023) atléta, akadályfutó
- [2010] Hecsei Katalin, Pardavi Zoltánné (1951) tőrvívó, edző
- [2011] Héder János (1933–2014) tornász, sportvezető
- [2012] Hegedüs Ábel (1955) tájfutó, sportvezető
- [2013] Hegedüs Ágnes (1949) tájfutó
- [2014] Hegedűs Ágnes, Nemesné (1967) úszó, edző
- [2015] Hegedűs Ágnes (1970) asztaliteniszező
- [2016] Hegedüs András (1950–2022) tájfutó
- [2017] Hegedűs Csaba (1948) birkózó, edző, sportvezető
- [2018] Hegedűs Edömér (1945) kosárlabdázó, edző
- [2019] Hegedűs Erika (1962) hármaspróbázó
- [2020] Hegedűs Erzsébet (1955) labdarúgó
- [2021] Hegedűs Ferenc (1959) párbajtőrvívó, edző
- [2022] Hegedűs Ferenc (1962) evezős
- [2023] Hegedűs Frigyes (1920–2008) öttusázó, edző, sportvezető
- [2024] Hegedűs Gábor (1965) úszó, golfozó
- [2025] Hegedűs Györgyi, Krizsán Józsefné (1938–2020) kosárlabdázó, atléta, diszkoszvető
- [2026] Hegedűs István (1953) autómodellező
- [2027] Hegedűs Miklós (1946) birkózó, edző, sportvezető
- [2028] Hegedűs Sándor (1970) öttusázó, háromtusázó
- [2029] Hegedűs Tibor (1955) sportlövő, edző
- [2030] Hegedűs Zoltán (1952) tájfutó, edző, biológus
- [2031] Hegyes Csaba (1968) tornász
- [2032] Hegyesi Antal (1924) atléta, rövidtávfutó
- [2033] Hegyháti József (1943) sportvezető
- [2034] Hegyi Endre (1954) sportrepülő, sárkányrepülő
- [2035] Hegymegi László (1944) vitorlázó
- [2036] Hehl Éva (1961) tájfutó
- [2037] Heilig Anita (1970) öttusázó, háromtusázó
- [2038] Heinrich Róbert (1960) kosárlabdázó, edző
- [2039] Heirits Erzsébet, Jurik Gyuláné (1938) asztaliteniszező, edző
- [2040] Heldt Erzsébet, Bartos Lászlóné (1941) atléta, rövidtávfutó
- [2041] Hell Csaba (1961) sportlövő
- [2042] Hellinger Gusztáv (1945) autóversenyző
- [2043] Helmeczi Tibor (1954) gyeplabdázó, jégkorongozó, edző
- [2044] Heltai György (1956) vízilabdázó, edző
- [2045] Helyi Tibor (1963) kajakozó, edző
- [2046] Hemrik Ferenc (1925–2007)[127] síelő, síugró
- [2047] Hénap Kálmán (1961) evezős, edző
- [2048] Henni Géza (1926–2014) labdarúgó
- [2049] Hennig Ernő (1926–2004)[128] röplabdázó, edző, sportvezető
- [2050] Hennyei Imre (1913–2007) párbajőrvívó
- [2051] Henyei János (1937) sportlövő, edző
- [2052] Hényel Gyula (1952) síelő, síugró
- [2053] Hepp Ferenc (1945–2013) sportorvos
- [2054] Herczeg Béla (1947) tornász
- [2055] Herczeg Iván (1954) kajakozó
- [2056] Herczegfalvy Tibor (1954) lovas, lovastusázó
- [2057] Herczegh Ágnes (1950) atléta, diszkoszvető
- [2058] Herédi Attila (1959) labdarúgó
- [2059] Hergéth János (1968) tekéző
- [2060] Herkules János (1972) evezős
- [2061] Herkules Zoltán (1973) evezős
- [2062] Hermán Tibor (1966) tekéző
- [2063] Hermann Imre (1934) tájfutó
- [2064] Hermann József (1916–1995) sportvezető
- [2065] Hermanovszky Erzsébet (1966) búvárúszó
- [2066] Hermesz Anita (1975) ritmikus sportgimnasztikázó
- [2067] Hernádi Ágnes, Gárdos Péterné (1951) asztaliteniszező, edző
- [2068] Hernádvölgyi István (1944) műugró, toronyugró, sziklaugró
- [2069] Hernek István (1935–2014[129]) kenus
- [2070] Herth Hajnalka, Vörösné (1959) atléta, súlylökő
- [2071] Hertzka Péter (1953) sportorvos
- [2072] Hesz Mihály (1943) kajakozó
- [2073] Hetényi Antal (1947–2023) cselgáncsozó
- [2074] Hetyei Krisztina (1969) cselgáncsozó
- [2075] Hevesi István (1931–2018) vízilabdázó, úszó, edző
- [2076] Hevesy Barnabás (1952) lovas, díjugrató
- [2077] Hidas Márton (1929) evezős
- [2078] Hideg János (1951) autóversenyző, sportvezető
- [2079] Hidegkúti Jolán (1944) tornász
- [2080] Hidegkuti Nándor (1922–2002) labdarúgó, edző
- [2081] Hieber Mónika (1971) síelő, sílövő
- [2082] Hikáde István (1943–2013) kézilabdázó, edző
- [2083] Hild Gerda, Ákoshegyi Istvánné (1942) tornaedző
- [2084] Hillier Zoltán (1940) vitorlázó
- [2085] Himer József (1957) hegymászó, sziklamászó, sportvezető
- [2086] Hingl László (1945–2015)[130] kenus, edző
- [2087] Hinsenkamp Alfréd (1939) vitorlázó
- [2088] Híres Gábor (1958) labdarúgó, sportvezető
- [2089] Híres László (1917–2008) atléta, akadályfutó, edző
- [2090] Hirsch János (1923) evezős
- [2091] Hirskó Tibor (1970) súlyemelő
- [2092] Hirt Jenő (1960) tájfutó
- [2093] Hirth István (1948) kerékpárversenyző, edző
- [2094] Hirth József (1963) kerékpárversenyző, edző
- [2095] Hlavati András (1961) súlyemelő, sportgyúró
- [2096] Hóbor Lajos (1947) kerékpárversenyző, edző
- [2097] Hoboth Sándor (1954) röplabdázó, edző, sportvezető
- [2098] Hochrajter Rita (1971) kézilabdázó
- [2099] Hodács Lajos (1952) vitorlázó, szörföző
- [2100] Hódi Erika (1970) ritmikus sportgimnasztikázó
- [2101] Hódi László (1963) kosárlabdázó
- [2102] Hódos Tamás (1971) tollaslabdázó
- [2103] Hódosi Gábor (1968) öttusázó, háromtusázó
- [2104] Hódosi Sándor (1966) kajakozó
- [2105] Hódy László (1934–2023) kosárlabdázó
- [2106] Hódy Szabolcs (1947) kosárlabdázó
- [2107] Hoffer József (1922–2004) labdarúgó, edző, újságíró
- [2108] Hoffer József (1956) atléta, tízpróbázó
- [2109] Hoffmann Beáta (1967) kézilabdázó
- [2110] Hoffmann Ervin (1969) kenus
- [2111] Hoffmann Géza (1929–2005) birkózó, edző
- [2112] Hoffmann László (1958) kézilabdázó
- [2113] Holczer Lászlóné, Szabó Katalin (1950) tekéző, edző
- [2114] Holczreiter Sándor (1946–1999) súlyemelő
- [2115] Holéczy Beatrix (1972) síelő
- [2116] Holéczy Tibor, id. (1943–2024) síelő, edző, sportvezető
- [2117] Holényi Imre (1926–2020) vitorlázó
- [2118] Holhos Tamás (1969) búvárúszó, edző
- [2119] Holló Csaba (1958) atléta, diszkoszvető
- [2120] Holló Éva, Budainé (1953) búvárúszó, edző
- [2121] Holló József (1949) sportvezető
- [2122] Holló Miklós (1943) síelő, sílövő, edző
- [2123] Holló Tamás (1937) asztaliteniszező, edző
- [2124] Holló Zsolt (1972) asztaliteniszező
- [2125] Hollós Anna, Czukorné (1963) kosárlabdázó
- [2126] Hollós István (?–1991) autóversenyező, motorversenyző
- [2127] Hollósi Géza (1938–2002) birkózó, edző
- [2128] Hollósy Katalin (1950) kajakozó
- [2129] Holop Miklós (1925–2017) vízilabdázó
- [2130] Holovits György (1946–2018) vitorlázó
- [2131] Holovits Huba (1972) vitorlázó
- [2132] Holovits Tamás (1950–2023) vitorlázó
- [2133] Holup János (1923–2001) sportlövő, edző
- [2134] Holvay Endre (1918–2016) sportvezető, edző
- [2135] Hommonay Botond (1948) vitorlázó
- [2136] Homonnay Tamás (1926–2013) atléta, rúdugró
- [2137] Hompóth Ferenc (1968) evezős
- [2138] Honfi Gábor (1955) tájfutó, síelő, sportújságíró
- [2139] Honfi Károly (1930–1996) sakkozó
- [2140] Honti Róbert (1943) atléta, középtávfutó
- [2141] Horacsek Andrea (1962) tornász
- [2142] Horkai György (1954) vízilabdázó, edző
- [2143] Hormay Adrien (1971) párbajtőrvívó
- [2144] Horn Lajos (1923–2001) síelő, edző
- [2145] Hornyacsek Nándor (1952–1990) atléta, rövidtávfutó
- [2146] Hornyák Ferenc (1957) súlyemelő
- [2147] Horthy Miklós, ifj. (1907–1993) sportvezető, politikus
- [2148] Honti Kálmán (1943) sportrepülő
- [2149] Horváth Andrea, Bokros (1969) tájfutó
- [2150] Horváth Attila (1948) tájfutó
- [2151] Horváth Attila (1956) kosárlabdázó, edző
- [2152] Horváth Attila (1966) kézilabdázó
- [2153] Horváth Attila (1967–2020) atléta, diszkoszvető
- [2154] Horváth Balázs (1942–2006) politikus, sportvezető
- [2155] Horváth Csaba (1965) vízilabdázó
- [2156] Horváth Csaba (1968) sakkozó, edző
- [2157] Horváth Csaba (1969) labdarúgó
- [2158] Horváth Csaba (1970) jégkorongozó
- [2159] Horváth Csaba (1971) kenus
- [2160] Horváth Ernő (1916) repülőmodellező, autómodellező
- [2161] Horváth Erzsébet (1947) kosárlabdázó
- [2162] Horváth Erzsébet, Virágh Ernőné (1953) kajakozó
- [2163] Horváth Ferenc (1949) sportrepülő
- [2164] Horváth Ferenc (1955) sportvezető
- [2165] Horváth Frigyes (1947) sportvezető, edző
- [2166] Horváth Gábor (1954) kézilabdázó
- [2167] Horváth Gábor (1959–2019) labdarúgó
- [2168] Horváth Gábor (1971) kajakozó
- [2169] Horváth Gizella, Kovács Zoltánné (1923) tornász
- [2170] Horváth Gyula (1951–2020) sakkozó
- [2171] Horváth Ildikó (1958) kézilabdázó
- [2172] Horváth Ildikó (1961) búvárúszó
- [2173] Horváth Ildikó, Győrffy Sándorné (1965) kézilabdázó
- [2174] Horváth István (1926) ökölvívó, edző
- [2175] Horváth István (1938) hajómodellező
- [2176] Horváth István (1940) cselgáncsozó, edző
- [2177] Horváth István (1951) vitorlázó
- [2178] Horváth Janka (1955) atléta, középtávfutó
- [2179] Horváth János (1955) repülőmodellező
- [2180] Horváth János (1957) vitorlázó
- [2181] Horváth János (1963–2023) síelő, sílövő
- [2182] Horváth József (1926) súlyemelő, edző
- [2183] Horváth József (1946) tekéző, edző
- [2184] Horváth József (1947) lovas, lovastusázó
- [2185] Horváth József (1947–2022) kézilabdázó
- [2186] Horváth József (1949) labdarúgó
- [2187] Horváth József (1962) repülőmodellező
- [2188] Horváth József (1964) sakkozó, edző
- [2189] Horváth Judit (1963–1997) kosárlabdázó
- [2190] Horváth Júlia (1960) sakkozó
- [2191] Horváth Júlia (1962) evezős, edző
- [2192] Horváth Károly (1947–2004) súlyemelő
- [2193] Horváth Katalin Major Jenőné (1915–1991) tőrvívó
- [2194] Horváth Kinga (1976) tornász
- [2195] Horváth Klára, Csík Jánosné (1947) kézilabdázó
- [2196] Horváth László (1930) vízilabdázó, edző
- [2197] Horváth László (1944) labdarúgó, edző
- [2198] Horváth László (1946–2025) öttusázó, edző, sportvezető
- [2199] Horváth László (1948) vitorlázó
- [2200] Horváth Loránd (1933–2012[131]) tájfutó
- [2201] Horváth Magda, Kovács Magda (1952) tájfutó, síelő, edző
- [2202] Horváth Margit (1929) vitorlázó
- [2203] Horváth Margit (1954) tornász
- [2204] Horváth Mariann (1968) párbajtőrvívó
- [2205] Horváth Pál (1966) tájfutó
- [2206] Horváth Pál (1967) motorversenyző
- [2207] Horváth Péter (1943) kajakedző, sportvezető
- [2208] Horváth Péter (1951) vízilabdázó
- [2209] Horváth Péter (1974) úszó
- [2210] Horváth Sándor (1951) síelő, sílövő
- [2211] Horváth Tamás (1951) sakkozó, edző, sportvezető
- [2212] Horváth Tamás (1959) vitorlázó
- [2213] Horváth Tibor (1931–2024)[132] sportvezető
- [2214] Horváth Viktória, Szélingerné (1956) atléta, súlylökő, edző
- [2215] Horváth Zoltán (1930) röplabdázó
- [2216] Horváth Zoltán (1937) kardvívó, edző
- [2217] Horváth Zoltán (1954) kosárlabdázó, edző
- [2218] Horváth Zoltán (1954) lovas, lovastusázó, edző
- [2219] Horváth Zoltán (1956) asztaliteniszező
- [2220] Horváth Zoltán (1966) öttusázó
- [2221] Horváth Zoltán (1968) cselgáncsozó
- [2222] Horváth Zsolt (1963) kézilabdázó
- [2223] Horváth Zsolt (1964) síelő, sílővő
- [2224] Horváth Zsolt (1966) kajakozó
- [2225] Horváth Zsolt (1968) tornász
- [2226] Horváth Zsuzsa, Verbőczi Józsefné (1949) kosárlabdázó
- [2227] Hosszú Endre (1957) súlyemelő, edző, sportvezető
- [2228] Hosszú István (1961) kosárlabdázó
- [2229] Hosszú Kálmán (1948) cselgáncsozó, edző
- [2230] Hosszú Rita (1971) ritmikus sportgimnasztikázó, edző
- [2231] Hotorán György (1951) kajakozó, edző
- [2232] Hovanyecz András (1941) kajakozó, edző
- [2233] Hönsch Irén, Sillye Jenőné, Károly Lajosné (1932–2021) sakkozó
- [2234] Hrács Piroska, Vassné (1958) atléta, rövidtávfutó
- [2235] Hrazdil Vilmos (1951) kenus
- [2236] Hrenek János (1954–2018)[133] atléta, középtávfutó, edző
- [2237] Hubai Gyula (1938) atléta, tízpróbázó, edző
- [2238] Hubai István (1952) öttusázó, háromtusázó
- [2239] Hubay Zsolt (1940) gyeplabdázó
- [2240] Huber Henriette, Pál Zoltánné (1965) kajakozó
- [2241] Huber József (1963) evezős
- [2242] Hubert Sándor (1966) párbajtőrvívó
- [2243] Hubik András (1951) kenus, edző
- [2244] Hudák Gábor (1964) jégkorongozó
- [2245] Hudanik Antal (1966) rádióamatőr
- [2246] Huff Zsuzsanna (1964) vízilabdázó
- [2247] Hugyetz Gabriella (1971) karatéző, kickbokszoló, tekvandózó
- [2248] Hugyetz Lajos (1966) karatéző, kickbokszoló, tekvandózó
- [2249] Huj Elvira, Pappné (1958) kézilabdázó
- [2250] Hulényi Miklós (1911) síelő, edző
- [2251] Hullai János (1952) sportlövő, edző
- [2252] Hullai József (1922–2002) birkózó, edző
- [2253] Hulmann Zsolt (1969) röplabdázó
- [2254] Hunics József (1936–2012) kenus, edző
- [2255] Hunyadfi István (1909–1996) úszóedző
- [2256] Hunyadfi Magda (1937–2003) úszó
- [2257] Hunyadi László (1910–1995) súlyemelő, edző
- [2258] Hunyadi Lászlóné, Ferenczy Magdolna (1959) sportlövő, edző
- [2259] Hunyadkürti János (1944) kézilabdázó, edző
- [2260] Hunyady Emese, Némethné (1966) gyorskorcsolyázó
- [2261] Hunyady Zoltán (1960) öttusázó, háromtusázó, edző
- [2262] Hursán Zsófia, Pállfy Gyuláné (1949) tekéző, edző
- [2263] Huszár Ferenc (1954) röplabdázó
- [2264] Huszár Géza (1970) vitorlázó
- [2265] Huszár János (1975) evezős
- [2266] Huszics Tibor (1960) súlyemelő
- [2267] Huszka Mihály (1933–2022) súlyemelő
- [2268] Hűbéresi Zsolt (1967) cselgáncsozó
- [2269] Hüttner Csaba (1971) kenus